# Tưởng Giới Thạch
Tưởng Trung Chính (giản thể: 蒋中正; phồn thể: 蔣中正; 31 tháng 10 năm 1887 – 5 tháng 4 năm 1975), tên chữ: Giới Thạch (介石) nên còn gọi là Tưởng Giới Thạch, tên khai sinh: Thụy Nguyên (瑞元):1 là một chính khách, nhà cách mạng và nhà lãnh đạo quân sự người Trung Quốc, người lãnh đạo của Trung Hoa Dân Quốc từ năm 1928 đến năm 1975, đầu tiên ở Trung Quốc đại lục cho đến năm 1949 và sau đó ở Đài Loan cho đến khi ông qua đời.
Sinh ra ở tỉnh Chiết Giang, Tưởng là thành viên của Quốc dân đảng và là trung úy dưới trướng Tôn Trung Sơn trong cuộc cách mạng lật đổ chính phủ Bắc Dương và thống nhất Trung Quốc. Với sự giúp đỡ của Liên Xô và Đảng Cộng sản Trung Quốc, Tưởng đã tổ chức quân đội cho Chính phủ Quốc dân Đảng của Tôn và đứng đầu Trường Quân sự Hoàng Phố. Với chức Quốc dân Cách mệnh quân (từ đó ông được gọi là Tổng thống lĩnh), ông đã lãnh đạo cuộc Bắc phạt từ năm 1926 đến năm 1928, trước khi đánh bại liên minh các lãnh chúa và thống nhất Trung Quốc trên danh nghĩa dưới một chính phủ mới. Giữa cuộc Bắc phạt, liên minh Quốc-Cộng tan rã và Tưởng thanh trừng những người cộng sản trong đảng, gây ra cuộc nội chiến với Đảng Cộng sản, mà cuối cùng ông đã thua vào năm 1949.
Với tư cách là nhà lãnh đạo của Trung Hoa Dân Quốc trong thập niên Nam Kinh, Tưởng đã tìm cách đạt được sự cân bằng giữa việc hiện đại hóa Trung Quốc đồng thời dành nguồn lực để chống lại Đảng Cộng sản, các lãnh chúa và mối đe dọa sắp đến từ Nhật Bản. Cố gắng tránh một cuộc chiến tranh với Nhật Bản trong khi tiếp tục cuộc chiến với Đảng Cộng sản, ông bị bắt cóc trong Sự biến Tây An và thành lập Mặt trận thống nhất chống Nhật Bản với Đảng Cộng sản. Sau sự kiện Lư Câu Kiều năm 1937, ông đã vận động Trung Quốc tham gia Chiến tranh Trung-Nhật lần thứ hai. Trong tám năm, ông đã lãnh đạo cuộc kháng chiến chống lại một kẻ thù hùng mạnh, hầu hết đến từ thủ đô thời chiến Trùng Khánh. Với tư cách là nhà lãnh đạo của một cường quốc lớn trong khối Đồng Minh, Tưởng đã gặp Thủ tướng Anh Winston Churchill và Tổng thống Hoa Kỳ Franklin D. Roosevelt tại Hội nghị Cairo để thảo luận về các điều khoản buộc Nhật Bản đầu hàng. Chiến tranh thế giới thứ hai kết thúc sớm hơn cuộc Nội chiến đối đầu với những người cộng sản, do Mao Trạch Đông lãnh đạo, lại tiếp tục. Những người theo chủ nghĩa dân tộc của Tưởng hầu hết đã bị đánh bại trong một số trận chiến quyết định vào năm 1948.
Năm 1949, chính phủ và quân đội của Tưởng rút về Đài Loan, nơi Tưởng ra lệnh thiết quân luật và đàn áp những người chống đối trong cuộc Khủng bố Trắng. Lãnh đạo đất nước trong một thời kỳ cải cách xã hội và kinh tế thịnh vượng, Tưởng đã giành chiến thắng năm cuộc bầu cử với nhiệm kỳ sáu năm làm Tổng thống Trung Hoa Dân Quốc và là Chủ tịch của Quốc dân đảng cho đến khi ông qua đời năm 1975, ba năm sau nhiệm kỳ Tổng thống thứ năm và chỉ một năm trước khi Mao qua đời, sau đó thì chính con trai ông đã kế vị.
Là một trong những nguyên thủ quốc gia không thuộc hoàng tộc tại vị lâu nhất trong thế kỷ 20, Tưởng là người cai trị không thuộc hoàng tộc tại Trung Quốc với thời gian 46 năm. Giống như Mao, ông được coi là một nhân vật gây tranh cãi. Những người ủng hộ Tưởng ghi nhận ông đã đóng một vai trò quan trọng trong việc thống nhất đất nước, phát triển kinh tế, thu hồi các tô giới, nâng cao vị thế của Trung Quốc và lãnh đạo cuộc kháng chiến chống Nhật của Trung Quốc, cũng như xây dựng Đài Loan. Sau thế chiến thứ II, Trung Quốc dưới sự lãnh đạo của Tưởng được xem là một trong năm nước mạnh nhất là thành viên thường trực Hội đồng Bảo an Liên hợp quốc mà sau này chính quyền của Đảng Cộng sản Trung Quốc đã kế thừa vị trí đó. Những người gièm pha và chỉ trích Tưởng tố cáo ông là một nhà độc tài cai trị một chế độ chuyên chế thối nát đã đàn áp những người chống đối.

## Danh hiệu và xưng hô
| Tính chất                         | Danh tự                                                                          | Giải thích |
| --------------------------------- | -------------------------------------------------------------------------------- | --- |
| Phả danh                          | Chu Thái 周泰                                                                    | Tên ghi trong gia phả, tuân theo hành bối. |
| Ấu danh                           | Thụy Nguyên 瑞元                                                                 | Ông nội Tưởng Tư Thiên 蔣斯千 đặt cho:1, là tên họ hàng và bạn bè gọi ông. |
| Học danh                          | Chí Thanh 志清                                                                   | Sử dụng từ năm 1902 khi đến Ninh Ba đi học, đến ít nhất là Cách mạng Lần hai năm 1913, vẫn lấy đây làm chính danh. |
| Danh húy                          | Trung Chính 中正 (Wade-Giles: Chung-cheng)                                       | Dịch kinh" quẻ Dự lục nhị: Giới ư thạch, bất chung nhật, trinh cát. Trong phần tượng có viết: Bất chung nhật, trinh cát, dĩ trung chính dã:34. Thời kỳ Tưởng Giới Thạch lưu tại Đài Loan, danh xưng chính thức trong Chính phủ Trung Hoa Dân Quốc là "Tưởng Trung Chính" (Tưởng Công), hoặc gọi tắt là "Trung Chính":15. Sau khi Tưởng Giới Thạch mất, nhiều khi để khoảng cách trước tên họ trong chữ Hán nhằm tôn xưng "Tiên Tổng thống Tưởng Công" 「先總統 蔣公」:15。 |
| Biểu tự                           | Giới Thạch 介石                                                                  | Nguyên là bút danh trong tạp chí "Quân thanh" do ông sáng lập, về sau trở thành tên chữ của ông. Sách giáo khoa và truyền thông Trung Quốc đại lục thường lấy chữ này để gọi là "Tưởng Giới Thạch":15. |
| Tước hiệu tiếng Anh               | Gimo, Generalissimo                                                              | Năm 1935, ông trở thành thượng tướng đặc cấp của Trung Hoa Dân Quốc:56. Đặc biệt là với người ngoại quốc nói tiếng Anh chủ yếu tại châu Âu và Hoa Kỳ, đều có thói quen gọi thân mật là Gimo, đến Chiến tranh thế giới thứ hai thì ông đảm nhiệm chức vụ thượng tướng đặc cấp Ủy viên trưởng Ủy ban Quân sự (tương đương với Đại nguyên soái hoặc Tổng thống lĩnh, Generalissimo):268。                                                                                     |
| Hóa danh                          | Ishida Sukeo 石田介雄, còn viết là Ishida Yusuke 石田雄介, hay Den Yusuke 田雄介 | Lấy vào năm 1914, theo chỉ định của Tôn Trung Sơn, cùng Đinh Cảnh Lương (hóa danh Nagano Shusaku 長野周作) đến khu vực Đông Bắc Trung Quốc, tìm kiếm hợp tác với Phụng hệ quân phiệt:163。 |
| Thông xưng tiếng Anh              | Chiang Kai-Shek (viết tắt CKS)                                                   | Thời kỳ Chính phủ Quốc dân Quảng Châu, xuất hiện phiên âm tiếng Quảng Đông của ba chữ "Tưởng Giới Thạch":163, là xưng hô tiếng Anh trong tài liệu. |
| Quan hàm nổi tiếng                | Ủy viên trưởng (tôn xưng "ủy tọa")                                               | Do ông từng đảm nhiệm chức vụ Ủy viên trưởng Ủy ban Quân sự Chính phủ Quốc dân (ủy tọa) trong thời gian dài, về sau thành danh từ thay thế cho ông.:268 |
| Tên thân mật trong Đảng           | Tổng tài                                                                         | Ông là tổng tài duy nhất của Ủy ban Trung ương Quốc dân Đảng Trung Quốc, sau khi ông mất thì chức vụ này bị loại bỏ, đổi thành Chủ tịch Quốc dân Đảng. |
| Tên thân mật trong trường quân sự | Hiệu trưởng                                                                      | Ông là hiệu trưởng sáng lập Trường Quân sự Hoàng Phố. |

## Thời kỳ thanh thiếu niên

### Thiếu thời
Tưởng Giới Thạch sinh vào giờ Ngọ ngày 15 tháng 9 năm Quang Tự thứ 12 (tức ngày 31 tháng 10 năm 1887) tại hiệu muối Ngọc Thái, trấn Khê Khẩu, huyện Phụng Hóa, tỉnh Chiết Giang :1. Tự nhận rằng "trẻ tính ngu dại, chẳng chịu trói buộc":1461. Năm 1893, Tưởng Giới Thạch lúc này đã kha khá mở mang tri thức, thích múa nghịch dao gậy, gọi con nhà hàng xóm đến chơi trò chiến đấu, tự mình làm đại tướng chỉ huy, lên bục kể chuyện xưa, lấy đó làm niềm vui:2.
Năm 1892, Tưởng Giới Thạch bắt đầu theo học tại trường tư; lần lượt đọc "Đại Học", "Trung Dung", "Luận ngữ", "Mạnh Tử", "Lễ ký":2. Từ năm 1896, lần lượt đọc "Hiếu Kinh", "Xuân Thu", "Tả truyện", "Thi kinh", "Thượng thư", "Dịch Kinh":3. Thời kỳ thanh niên và trung niên, Tưởng đã đọc qua một số sách báo cận đại:24. Khi Tưởng Giới Thạch học tập giáo lý Trung Quốc học, việc tiếp nhận tri thức hiện đại là rất ít; hiển nhiên không thể nói Tưởng Giới Thạch vào thời thanh thiên thiếu hoàn toàn không cảm nhận được ảnh hưởng của tư tưởng mới; thông qua ảnh hưởng của báo chí và tin tức khác, Tưởng Giới Thạch trù tính tìm cách đi ra thế giới bên ngoài.
Năm 1901, ông kết hôn với người vợ đầu Mao Phúc Mai 毛福梅; năm 1902, ông tham gia "đồng tử thí", thấy trường thi có quy tắc dung tục và vô giá trị; năm 1903, Tưởng Giới Thạch lên huyện lỵ, theo học tại Học đường Phụng Lộc, tiếp nhận giáo dục kiểu mới; tháng 1 năm 1906, Tưởng Giới Thạch lại đến huyện lị, theo học tại Học đường Long Tân:4. Học đường Phụng Lộc và Học Đường Long Tân là hai trường mới thành lập tại Phụng Hóa, học đường mở các môn học mới như Anh văn, toán học, song trọng tâm giáo dục vẫn là cựu học kinh sử. Giáo viên Anh văn từng dạy Tưởng Giới Thạch tại Học đường Long Tân nhớ lại, Tưởng Giới Thạch để lại cho mình ấn tượng khó quên, rằng ông háo hức với báo chí xuất bản tại Thượng Hải:34.

### Tham gia quân đội

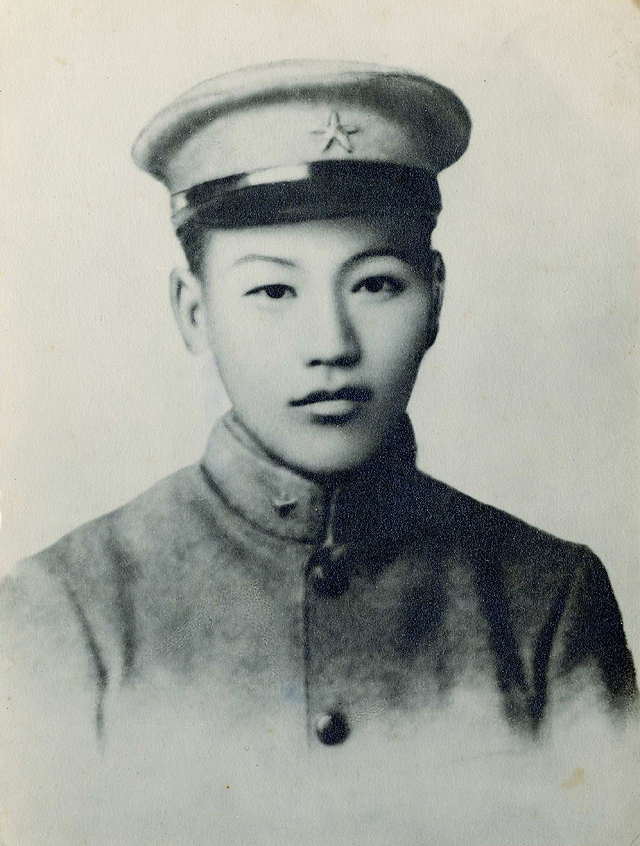
Tưởng Giới Thạch khi du học tại Nhật Bản

Tháng 3 năm 1906, Tưởng Giới Thạch quyết chí tham gia cách mạng để lật đổ sự cai trị của người Mãn Châu và khôi phục Trung Hoa dưới chế độ cộng hoà, ông tự cắt tóc đuôi sam, nhờ bạn báo tin cho gia đình để thể hiện quyết tâm; tháng 4, ông sang Nhật Bản, theo học tại Trường Thanh Hoa Tokyo, tại đó quen biết Trần Kỳ Mỹ:4. Tưởng Giới Thạch không giống với rất nhiều người đương thời là chọn các ngành liên quan đến phát triển xã hội như khoa học-công nghệ và giáo dục, song lựa chọn đó và con người văn hóa truyền thống Trung Quốc như ông lại không thích hợp với nhau:10-11. Tưởng Giới Thạch có ý định học trường quân sự, song do Hiệp nghị Nhật-Thanh, ông không phải là người được chính phủ Thanh chính thức cử đi:121-122, sau khi đến Nhật Bản, do không có công phí lưu học nên không được vào trường quân sự:458.
Mùa đông năm 1906, Tưởng Giới Thạch trở về Trung Quốc; đến mùa hè năm 1907, Tưởng Giới Thạch đến Bảo Định, theo học Trường cấp tốc Lục quân Toàn quốc Bộ Lục quân (陸軍部陸軍速成學堂); cuối năm đó tham gia thi để sang Nhật Bản học quân sự và được tuyển; năm 1908, Tưởng Giới Thạch lại sang Nhật Bản, theo học tại Trường Shinbu Tokyo; nghỉ hè về nước thăm thân; do được Trần Kỳ Mỹ giới thiệu, ông gia nhập Đồng Minh hội. Năm 1909, Tưởng Giới Thạch lần đầu gặp Tôn Trung Sơn, đàm luận quốc sự. Năm 1910, Tưởng Giới Thạch tốt nghiệp Trường Shinbu Tokyo, trở thành học sinh sĩ quan dự bị tại Liên đội Pháo dã chiến số 19 thuộc Sư đoàn 13 Lục quân Takata:5. Chương trình học chủ yếu là môn học quân sự và tiếng Nhật; giáo dục quân sự hóa cao độ khiến cho Tưởng Giới Thạch có tư duy quân sự hóa mãnh liệt:13. Doanh trại thực tập đặt tại địa bàn nay thuộc Jōetsu, Niigata, quân hàm thực tập sinh là "nhị đẳng binh", về sau được thăng làm "thượng đẳng binh":79. Trong quá trình học, Tưởng Giới Thạch tiếp xúc với tác phong quân phiệt Nhật Bản; sau khi ông nắm đại quyền, yêu cầu cấp dưới đối với mình "phục tùng cần đến mức độ mù quáng, tin phục cần đến mức độ mê tín":458.

### Tham gia cách mạng
Tháng 10 năm 1911, sau khi tin tức về Khởi nghĩa Vũ Xương được truyền đến Nhật Bản, Tưởng Giới Thạch liền lên thuyền từ Nagasaki về Trung Quốc; ngày 30 tháng 10 thuyền đến Thượng Hải, ngày 3 tháng 11, Trần Kỳ Mỹ chiếm được Thượng Hải, đồng thời tập hợp lực lượng nhằm công chiếm Nam Kinh, Tưởng Giới Thạch tham gia các hoạt động này, được Trần Kỳ Mỹ đánh giá cao và thăng cho làm sĩ quan chỉ huy đội tiên phong đánh Chiết Giang; Tưởng Giới Thạch thuộc sư đoàn số hai, sư đoàn trưởng là Hoàng Phu, lữ đoàn trưởng là Trương Tông Xương:458. Tưởng Giới Thạch dẫn đội cảm tử tấn công trụ sở của tuần phủ Chiết Giang, bắt giữ Tuần phủ Tăng Uẩn; trở về Thượng Hải, Tưởng Giới Thạch nhậm chức Trung đoàn trưởng Trung đoàn 5 Hỗ quân (quân đội Thượng Hải), giúp Trần Kỳ Mỹ tính kế bình định toàn Giang Tô :5-6. Tưởng Giới Thạch được nhận định nằm trong số nhân tài quân sự trong đảng:14.
Ngày 14 tháng 1 năm 1912, do tranh chấp phe phái, Trần Kỳ Mỹ lệnh cho Tưởng Giới Thạch tiến hành ám sát thủ lĩnh Quang Phục hội Đào Thành Chương tại Bệnh viện Quảng Từ Thượng Hải:1164. Tôn Trung Sơn hạ lệnh cấp tốc truy bắt, Tưởng Giới Thạch do vụ án Đào Thành Chương phải tránh sang Nhật Bản:459. Tưởng Giới Thạch tại Nhật Bản học tiếng Đức, sáng lập tạp chí "Quân thanh", viết các bài như "Nghị luận hạn hẹp về tác chiến chinh phạt Mông Cổ", "Vấn đề thống nhất quân-chính", "Quản trị quân-chính sau chiến tranh cách mạng", "Giải quyết căn bản vấn đề Mông Cổ-Tây Tạng", "Ảnh hưởng của Chiến cục Balkan đến ngoại giao Trung Quốc và các nước", mùa đông cùng năm, ông trở về Trung Quốc cư trú:6.

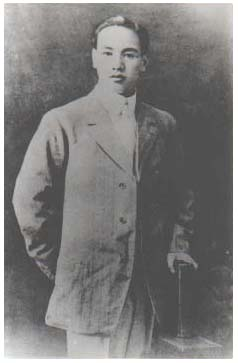
Tưởng Giới Thạch năm 1912

Tháng 3 năm 1913, Viên Thế Khải bãi miễn bốn vị đô đốc là đảng viên của Quốc dân Đảng (chính đảng tồn tại từ 1912-1913), ký kết các khoản vay lớn với ngân hàng năm quốc gia, âm mưu lật đổ Dân quốc; Quốc dân Đảng công khai chỉ trích, cử Trần Kỳ Mỹ thảo phạt quân của Viên Thế Khải, Tưởng Giới Thạch phụng lệnh tấn công Cục Chế tạo Giang Nam song bất thành:6. Tưởng Giới Thạch chiến bại nên rút lui đến Áp Bắc, song lại bị lính tuần Anh Quốc tước vũ khí, Đô đốc Hỗ quân Dương Thiện Đức hạ lệnh lùng bắt Tưởng:459. Trong thời gian này, Tưởng Giới Thạch lấy một kỹ nữ, không lâu sau thì bỏ:459. Mùa hè năm 1914, Tưởng Giới Thạch phụng lệnh của Tôn Trung Sơn, chủ trì thảo phạt lực lượng quân sự của Viên Thế Khải tại Thượng Hải-Nam Kinh, kiêm nhiệm Tư lệnh Đệ Nhất lộ, phụ trách nhiệm vụ tấn công miền Tây Thượng Hải, sự việc bị lộ, Viên Thế Khải truy bắt rất gắt gao:6. Viên Thế Khải ra lệnh khẩn cấp bắt Tưởng Giới Thạch, đồng thời mua người trong Quốc dân Đảng là Vương Kim Phát, Tưởng Giới Thạch biết được âm mưu, nghe theo điện của Trần Kỳ Mỹ sang Nhật Bản:32. Tưởng Giới Thạch sau đó theo lệnh đến Cáp Nhĩ Tân, thị sát tình hình Đông Bắc; gửi thư báo cáo Tôn Trung Sơn, nói về xu Thế Chiến tranh tại châu Âu cùng kế hoạch lật đổ Viên Thế Khải:6. Tại Đông Bắc, Tưởng Giới Thạch lập kế hoạch thảo phạt Viên Thế Khải, song do thế lực Nhật Bản khống chế Đông Bắc nên khó tiến triển, đến khoảng mùa thu thì lại sang Nhật Bản:105. Tưởng Giới Thạch từng tiếp xúc với phía quân Nhật Bản tại Trung Quốc, để cảnh báo họ không được chiếm lĩnh Đông Bắc, không được cản trở cách mạng:163.
Năm 1915, ý chí thảo phạt Viên Thế Khải chưa thành, Tưởng Giới Thạch sống gò bó tại Tokyo, quyết tâm học tập, đồng thời bắt đầu viết nhật ký; Trần Kỳ Mỹ nhậm chức Tư lệnh Tùng Hỗ (tức Thượng Hải), triệu Tưởng Giới Thạch về nước làm công việc cơ yếu, âm mưu vận động tàu Triệu Hòa và chiếm tàu Ứng Thụy, đồng thời đánh chiếm các sở quan trên đất liền, song không thành:7 Tháng 9, Trần Kỳ Mỹ mắc kẹt tại Thượng Hải, đặt tổng cơ quan tại tô giới Pháp, do Tưởng Giới Thạch đảm nhiệm chức vụ quân sự; tháng 10, Tưởng Giới Thạch phụng lệnh Tôn Trung Sơn trở về Thượng Hải, viết ra "thư kế hoạch quân sự khởi nghĩa Tùng Hỗ", đưa cho Trần Kỳ Mỹ tham khảo, ngày 10 tháng 11, Trần Kỹ Mỹ phái nhóm Vương Minh Sơn ám sát Trịnh Nhữ Thành thuộc phe Viên Thế Khải; lực lượng quân sự tại Cục Chế tác không thể hưởng ứng kịp thời; Trần Kỳ Mỹ và Tưởng Giới Thạch triệt thoái về cơ quan, song lúc này bị lính tuần Pháp đến lùng bắt nên phải chạy trốn:32.
Ngày 14 tháng 12 năm 1916, Tưởng Giới Thạch dẫn đám Dương Hổ đánh chiếm công sự Giang Âm:7, để làm căn cứ chiếm lấy khu vực Trường Giang, đồng thời tuyên bố độc lập:34. Sau khi chiếm được năm ngày, do nội bộ có loạn, người đồng hành đều trốn đi lúc đêm tối; Tưởng Giới Thạch một mình trong lũy, đến đêm khuya, hai binh sĩ đến báo cáo "lũy đã trống, sao chưa đi mau". Tưởng bèn lệnh cho hai người dẫn đường, rời pháo đài về Thượng Hải:34. Ngày 8 tháng 5, Trần Kỳ Mỹ bị ám sát:459. Tưởng Giới Thạch chủ trì tang lễ, viết văn than khóc; tháng 7, Tưởng Giới Thạch phụng lệnh Tôn Trung Sơn đi đến huyện Duy thuộc tỉnh Sơn Đông để nhậm chức Tham mưu trưởng Đông Bắc quân của Trung Hoa Cách mạng Quân:7. Tưởng Giới Thạch đến chỉ huy tác chiến, song quyền lực không tập trung, khó có hiệu quả; Tưởng Giới Thạch bèn đến Bắc Kinh quan sát chính cục, mùa thu cùng năm lại trở về Thượng Hải:34.
Tháng 7 năm 1917, Tôn Trung Sơn đến Quảng Châu lãnh đạo Phong trào Hộ pháp, Hải quân hưởng ứng trước tiên, kinh phí thuyết phục Hải quân đến từ Công sứ Đức, tài chính do Tôn Trung Sơn giao cho Tưởng Giới Thạch một tay lo liệu tại Thượng Hải, mở ra cho Tưởng Giới Thạch cơ hội thiết lập kênh liên hệ với giới tài chính Thượng Hải.

#### Phong trào Hộ pháp

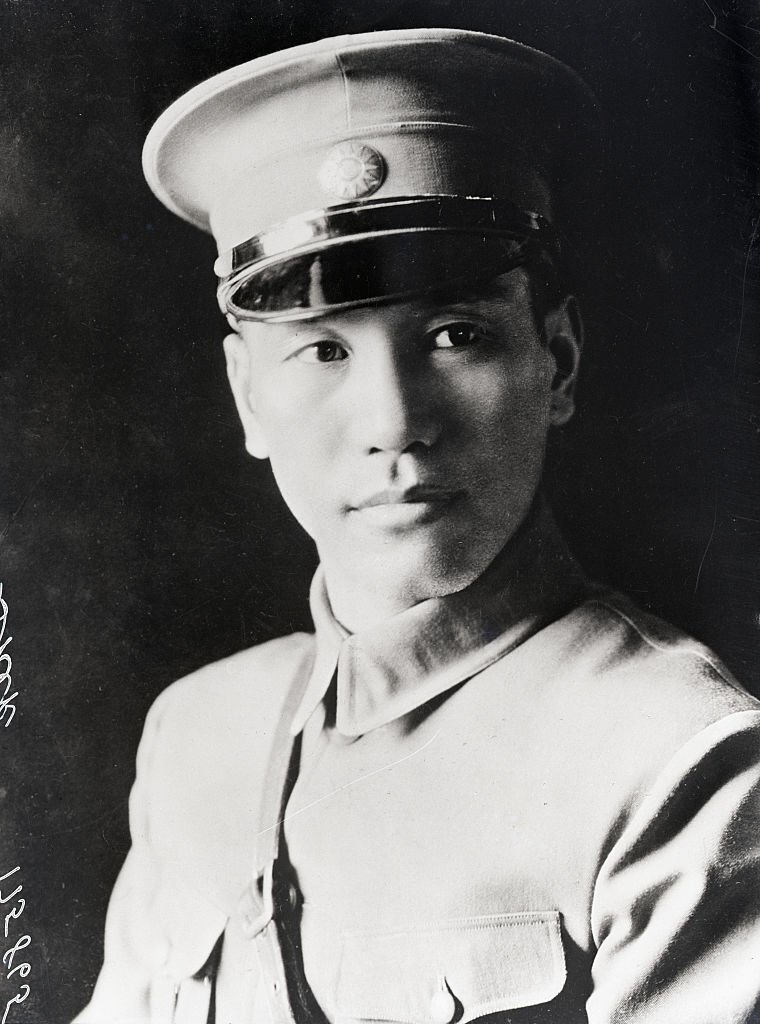
Tưởng Giới Thạch năm 1918

Mùa xuân năm 1917, Tưởng Giới Thạch ở tại Thượng Hải, liên lạc với đồng chí tại Nam Kinh và Thiệu Hưng mưu tính diệt trừ thế lực tàn dư của Viên Thế Khải; mùa xuân năm 1918, Tưởng Giới Thạch nhận lệnh đến Quảng Đông, trên đường đi ông soạn ra "Thư phán đoán hành động hai quân nam-bắc về sau" (今後南北兩軍行動之判斷書). Đến Quảng Đông, ông nhậm chức Trưởng ban tác chiến Bộ Tổng tư lệnh Mân-Việt quân, lập kế hoạch tác chiến thời kỳ thứ nhất và thứ hai, đồng thời tự mình đốc chiến; đến mùa hè thì ông từ chức và trở về Thượng Hải, song lại phụng lệnh đến Phúc Kiến nhậm chức Tư lệnh chi đội số hai Việt quân; đến mùa đông, ông đánh chiếm được Vĩnh Thái, song lại nhận lệnh đình chiến:7-8. Sau khi rời Phúc Kiến, Tưởng Giới Thạch lập ra một sở giao dịch thương nghiệp tại Thượng Hải; trải qua thời gian một năm, thu được một triệu đồng, huy động được một khoản tài trợ cho Tôn Trung Sơn:459.
Mùa thu năm 1919, Tưởng Giới Thạch từ chức và trở về Thượng Hải; đến mùa đông, ông sang Nhật Bản rồi lại về nước; năm 1920, Tưởng Giới Thạch nhận lệnh đến Phúc Kiến, tham gia sự vụ tác chiến cơ yếu, đồng thời trình lên kế hoạch công kích và tác chiến thời kỳ thứ ba; Trần Quýnh Minh bổ nhiệm Tưởng Giới Thạch là sĩ quan tổng chỉ huy tiền tuyến quân đoàn số hai của Việt quân, song Tưởng Giới Thạch không nhận chức mà về quê chăm sóc mẹ:8. Sau đó, Tưởng Giới Thạch phụng lệnh đến Chương Châu thuộc Phúc Kiến, thúc giục nhóm Trần Quýnh Minh đưa quân về Quảng Châu; ngày 5 tháng 10; Tưởng Giới Thạch đến Tổng bộ Sán Đầu:39.

### Nổi lên trên chính trường
Năm 1922, Tưởng Giới Thạch đến Quảng Tây gặp Tôn Trung Sơn, thảo luận về thời điểm xuất quân, kiến nghị dời đại bản doanh đến Thiều Châu; do Trần Quýnh Minh có ý đồ khác, cản trở Bắc phạt, Tưởng Giới Thạch hết sức tức giận, cáo biệt quay về:8-9. Tháng 6, Trần Quýnh Minh làm phản, Tôn Trung Sơn tị nạn trên tàu Vĩnh Phong:472. Ngày 29 tháng 6, Tưởng Giới Thạch đến Quảng Đông, từ đó mỗi ngày Tưởng Giới Thạch đi theo Tôn Trung Sơn, chỉ huy hải quân tấn công phản quân, đến ngày 9 tháng 8 biết được tin quân Bắc phạt thất bại quay về, Tưởng Giới Thạch mới cùng với Tôn Trung Sơn rời Quảng Đông đến Thượng Hải, ngày 14 tháng 8 thì đến nơi:40. Ở trên tàu trong hơn 40 ngày:112, Tưởng Giới Thạch hộ giá Tôn Trung Sơn thoát hiểm đến Thượng Hải, đồng thời sáng tác "Ký sự Tôn đại tổng thống gặp nguy tại Quảng Châu" (孫大總統廣州蒙難記), nhằm vạch trần tội trạng của Trần Quýnh Minh. Đến mùa đông Tưởng Giới Thạch tuân lệnh nhậm chức Tham mưu trưởng Quân đoàn 2 Đông lộ thảo tặc quân, đến Phúc Kiến lập kế dẹp loạn:9. Lúc đó, Tôn Trung Sơn phái Tưởng Giới Thạch đi Phúc Kiến, lập liên hệ cùng An Phúc hệ quân phiệt; dưới sự bang trợ của họ, Tôn Trung Sơn trở về Quảng Châu vào năm 1923:45. Tại Thượng Hải, đồng hương Ngu Hiệp Khanh chỉ dạy Tưởng Giới Thạch: Bái thủ lĩnh Thanh bang Hoàng Kim Vinh làm thầy:114. Ngày 22 tháng 11, Tôn Trung Sơn trong thư khích lệ Tưởng Giới Thạch hãy kiên nhẫn.:45
Năm 1923, Ủy ban Quân sự Tổng bộ Trung Quốc Quốc dân Đảng được thành lập, Tưởng được làm ủy viên, cũng nhậm chức tham mưu trưởng đại bản doanh. Tưởng từ chức tham mưu trưởng Đông lộ thảo tặc quân, chuyên tâm xử lý công tác cơ yếu của đại bản doanh, theo Tôn Trung Sơn thân chinh:9. Ngày 17 tháng 2, Tôn Trung Sơn bổ nhiệm đặc biệt Tưởng Giới Thạch làm tham mưu trưởng hành doanh đại nguyên soái:112.
Tháng 2 năm 1925, Tưởng Giới Thạch dẫn Đoàn giáo đạo trường quân sự Hoàng Phố (tư lệnh kiêm tổng giáo quan, về sau Hà Ứng Khâm nhậm chức tổng giáo quan, phân thành "Giáo đạo đệ Nhất đoàn", "Giáo đạo đệ Nhị đoàn") cùng Việt quân lần đầu tiên đông chinh Trần Quýnh Minh, chưa đầy một tháng, họ đánh thẳng đến Triều Châu, Sán Đầu, Mai huyện; đến tháng 9, Tưởng Giới Thạch nhận lệnh làm tổng chỉ huy quân đông chinh:10.

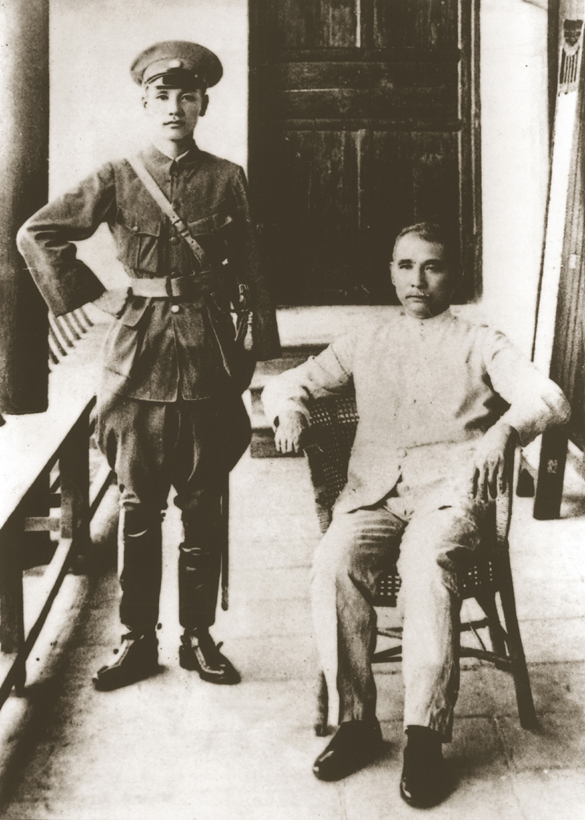
Tôn Trung Sơn và Tưởng Giới Thach chụp ảnh sau lễ khai giảng Trường quân sự Hoàng Phố năm 1924.

Ngày 24 tháng 1 năm 1924, Tôn Trung Sơn lấy danh nghĩa đại nguyên soái, giao cho Tưởng Giới Thạch làm ủy viên trưởng Ủy ban trù bị Trường quân sự Lục quân:138. Ngày 6 tháng 2, Tưởng Giới Thạch lập ban trù bị Trường quân sự Lục quân tại Quảng Châu:51. Một tháng sau, Tưởng Giới Thạch từ chức, bắt đầu phát phí giải tán; tháng 4, Tôn Trung Sơn gửi công văn cho Tưởng Giới Thạch nói rằng nhất thiết phải làm việc không ngại gian khổ, oán thán, kiên trì phấn đấu, không cho phép từ chức:138. Ngày 21 tháng 4, Tưởng Giới Thạch trở lại Quảng Châu:139. Mùa hè cùng năm, Tưởng Giới Thạch đến trường nhậm chức, ngày 3 tháng 5:51, tuân lệnh nhậm chức hiệu trưởng Trường quân sự Lục quân (Trường quân sự Hoàng Phố), kiêm Tham mưu trưởng Bộ Tổng tư lệnh Việt quân; sang mùa thu, ông kiêm nhiệm Tư lệnh yếu địa Trường Châu; khi ủy ban quân sự cải tổ, Tưởng Giới Thạch vẫn là ủy viên, còn được phái làm ủy viên trưởng ủy ban trù bị huấn luyện quân sự các quân, còn nhận lệnh kiêm nhiệm Bộ trưởng Bộ Huấn luyện Bộ Tổng tư lệnh Việt quân; đến mùa đông, Ủy ban Cách mạng thành lập, Tưởng được bổ nhiệm làm ủy viên toàn quyền Ủy ban cách mạng, phụ trách sự biến Thương đoàn Nhị Bình:9. Với vị trí hiệu trưởng trường quân sự Hoàng Phố, Tưởng trở thành thầy của tất cả các tướng lĩnh Trung Hoa Dân Quốc từng được đào tạo tại đây do đó nhận được sự tôn trọng và ủng hộ của họ. Mao Trạch Đông từng nói rằng Tưởng Giới Thạch dựa vào Trường quân sự Hoàng Phố mà gây dựng sự nghiệp:461. Tân quân đổi thành Đảng quân, Tưởng Giới Thạch được bổ nhiệm làm bí thư quân sự:10.
Tháng 3 năm 1925, Tôn Trung Sơn từ trần tại Bắc Kinh, Tưởng Giới Thạch phát thư thương tiếc trong quân đội, về Quảng Châu cúng tế, đồng thời chỉnh lý giáo vụ, khi trở lại quân đội ông nhậm chức Triều Sán thiện hậu đốc biện; tháng 4, Trung ương bổ nhiệm Tưởng Giới Thạch làm Tư lệnh quan Đảng quân; đến tháng 6, Dương Hy Mẫn, Lưu Chấn Hoàn làm phản, Tưởng Giới Thạch theo lệnh kiêm nhiệm Tư lệnh quân đồn trú Quảng Châu, đem quân bình loạn; sang tháng 7, ủy ban quân sự thành lập, Tưởng Giới Thạch nhậm chức ủy viên, kiến nghị sáu đại kế hoạch cách mạng; tháng 8, một thủ lĩnh Trung Quốc Quốc dân Đảng là Liệu Trọng Khải bị ám sát, dư luận căm phẫn, trung ương tổ chức ủy ban đặc biệt, bổ nhiệm Tưởng Giới Thạch làm ủy viên, phụ trách toàn quyền chính trị quân sự và cảnh sát, xử lý vụ án Liệu Trọng Khải, bình định thời cục; Đảng quân đổi thành Đệ Nhất quân của Quốc dân Cách mạng Quân, Tưởng Giới Thạch nhậm chức quân trưởng:10. Ngày 24 tháng 8, Tưởng Giới Thạch lại trở thành Tư lệnh quân đồn trú Quảng Châu:462. Lúc đó, Tưởng nhậm chức ủy viên trung ương hậu bổ, Mao Trạch Đông chính là quyền bộ trưởng tuyên truyền của Trung ương Quốc dân Đảng:3.
Tháng 12 năm 1925, Tưởng Giới Thạch chiến thắng trở về Quảng Châu; tháng 1 năm 1926, đại hội đại biểu toàn quốc lần thứ hai của Quốc dân Đảng khai mạc, bầu cử ủy viên ủy ban chấp hành trung ương khóa hai, Tưởng Giới Thạch đắc cử làm ủy viên chấp hành, lại được chọn làm ủy viên thường vụ; tháng 2, ủy ban quân sự bổ nhiệm Tưởng Giới Thạch làm Tổng giám Quốc dân Cách mạng quân, Tưởng Giới Thạch từ chối không nhận; tháng 3, Trường quân sự Hoàng Phố đổi tên thành Trường Quân sự Chính trị Trung ương, Tưởng Giới Thạch vẫn giữ chức hiệu trưởng. Trong sự kiện biến loạn tàu Trung Sơn ngày 18 tháng 3 nhằm hãm hại Tưởng Giới Thạch, Tưởng Giới Thạch sau khi phát giác liền nhanh chóng xử trí, biến loạn bị dẹp yên; Uông Triệu Minh rời Quảng Đông để tránh nghi ngờ; tháng 4, phái hội nghị Tây Sơn làm trái điều lệ đảng, mở đại hội đại biểu toàn quốc lần thứ hai Trung Quốc Quốc dân Đảng tại Thượng Hải, Tưởng Giới Thạch gửi điện phản đối:11.

## Thời kỳ trung niên

### Bắc phạt lần thứ nhất

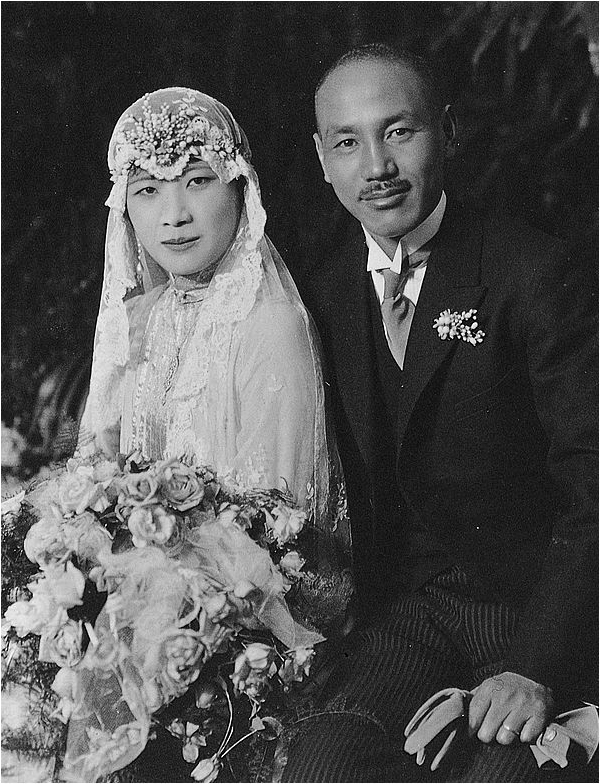
Ảnh chụp trong hôn lễ của Tưởng Giới Thạch và Tống Mỹ Linh, tháng 1 năm 1927

Tháng 4 năm 1926, Tưởng Giới Thạch kiến nghị với Trung ương Quốc dân Đảng, thỉnh cầu chỉnh đốn quân đội và thanh lọc đảng, chấp thuận kỳ hạn Bắc phạt; ngày 16 tháng 4, Hội nghị liên tịch đảng-chính trung ương Quốc dân Đảng bầu Tưởng Giới Thạch làm chủ tịch ủy ban quân sự; tháng 5, Hội nghị Ban chấp hành toàn thể lần thứ hai khai mạc, Tưởng Giới Thạch là chủ tịch, quyết định chấp thuận vấn đề Bắc phạt, ra tuyên bố; ngày 1 tháng 6, Ủy ban Thường vụ Trung ương quyết định bổ nhiệm Tưởng Giới Thạch là Bộ trưởng Bộ Tổ chức Trung ương; ngày 4 tháng 6, hội nghị liên tịch ủy ban chấp hành toàn thể trung ương và đảng bộ các tỉnh thành và hải ngoại quyết định lập tức xuất quân Bắc phạt, đồng thời bổ nhiệm Tưởng Giới Thạch làm Tổng tư lệnh Quốc dân Cách mạng quân:11. Tháng 5, Tưởng Giới Thạch đề xuất "vấn đề chỉnh lý đảng", đả kích và bài xích đảng viên Đảng Cộng sản Trung Quốc; trong khi Bắc phạt Tưởng Giới Thạch được trợ giúp của cố vấn Liên Xô, ông định ra các phương châm đánh bại kẻ địch:472. "Tiểu sử tướng lĩnh cao cấp Dân Quốc" (民国高级将领列传) của Nhà xuất bản Giải phóng quân nhận định Tưởng Giới Thạch dần giành được quyền lực chính trị và quân sự trong đảng, là đầu nguồn của quá trình Tưởng Giới Thạch hướng đến độc tài.:464
Tháng 6, Ủy ban Chính trị quyết định bổ nhiệm Tưởng Giới Thạch làm Ủy viên Chính phủ Quốc dân; ngày 5 tháng 7, Trung ương quyết định bổ nhiệm Tưởng Giới Thạch làm Bộ trưởng Bộ Quân nhân Đảng bộ Trung ương, ngày 6 tháng 7 lại cho Tưởng Giới Thạch làm Chủ tịch Ủy ban Thường vụ; ngày 9 tháng 7 Tưởng Giới Thạch nhậm chức tổng tư lệnh của Quốc dân Cách mạng quân, tuyên thệ Bắc phạt. Tháng 8, đóng quân tại Trường Sa, ra tuyên ngôn thảo phạt Ngô Bội Phu, lệnh các quân tiến công, lần lượt đánh chiếm được Đinh Tứ Kiều, Hạ Thắng Kiều tại Hồ Bắc. Tháng 9, Tưởng Giới Thạch ra lệnh đánh chiếm Hán Khẩu, Hán Dương, bao vây Vũ Xương và sắp hạ được thành; song do nhận được cáo cấp về tình hình Giang Tây, Tưởng Giới Thạch truyền lại chiến lược công thành xong thì đến Giang Tây đốc quân:12. Đầu tháng 12, thành viên Ban Phương Đông của Ủy ban Quốc tế Thanh niên cộng sản là C.A. Dalin và Cố vấn Liên Xô Borodin và những người khác theo mệnh lệnh của Tưởng Giới Thạch triệu tập hội nghị khẩn cấp tại Nam Xương, thông qua nghị quyết: thứ nhất, thừa nhận công trái trước đây, đồng thời cho phép lưu thông một số đợt tiền giấy của chính phủ trước đây; thứ hai là lệnh cho thương nhân vào ngày 7 tháng 12 đều phải bắt đầu hành nghề, ai không tuân thủ sẽ bị cưỡng chế; thứ ba là kiến nghị thương hội và toàn bộ tổ chức sử dụng đồng bạc do họ lưu giữ; mở lại Ngân hàng Giang Tây đã phá sản:41-43.
Tháng 1 năm 1927, Bộ tổng chỉ huy Tiền tuyến Đông lộ quân được thành lập, Tưởng Giới Thạch chỉ thị phương châm tiến chiếm toàn Chiết Giang; Hội nghị Chính trị quyết định Đảng bộ và Chính phủ Trung ương tạm trú tại Nam Xương, các ủy viên tại Hồ Bắc kiên trì phản đối, Tưởng Giới Thạch nỗ lực điều đình, đến Cổ Lĩnh (thuộc khu vực Lư Sơn, Giang Tây) mời các ủy viên hội ngộ, loại bỏ được trở ngại. Quân Anh tại Cửu Giang tàn sát nhân dân, Tưởng Giới Thạch kiến nghị phương châm đối ngoại lấy chủ đạo là hòa bình song không để nước phải chịu nhục. Tháng 2, Tưởng Giới Thạch giúp đỡ Chính phủ Quốc dân trú tại Vũ Xương, Đảng bộ Trung ương trú tại Hán Khẩu. Tháng 3, chiếm lĩnh Tô Châu; Tưởng Giới Thạch ra một tuyên cáo quan trọng, khích lệ đồng chí giữ vững lập trường cách mạng quốc dân, duy trì trật tự xã hội quốc gia, đoàn kết nhất trí, giải cứu dân chúng khỏi thống khổ. Binh sĩ tiến chiếm Nam Kinh và người Anh phát sinh xung đột, tàu Anh pháo kích Nam Kinh, Tưởng Giới Thạch lập tức gửi điện ngăn cản sự việc thêm nghiêm trọng, giữ yên để chính phủ dùng phương thức ngoại giao giải quyết:13. Hội nghị toàn thể lần thứ ba của Ủy ban Chấp hành Trung ương khóa II Quốc dân Đảng bầu Tưởng Giới Thạch làm Ủy viên Chính phủ Quốc dân Vũ Hán:380. Ngày 5 tháng 4, Tưởng Giới Thạch thành lập "Hội Liên hiệp Công giới Thượng Hải" và "Hội Liên hiệp Tiến bộ Toàn diện Trung Quốc":64.
Tháng 4 năm 1927, Chính phủ Vũ Hán (tức phái đối lập) hạ lệnh đột ngột miễn chức của Tưởng Giới Thạch. Tưởng Giới Thạch cho giải tán các tổ chức phi pháp như Tổng công hội Thượng Hải, thanh trừ triệt để phần tử Đảng Cộng sản Trung Quốc. Ngày 18 tháng 4, Chính phủ Quốc dân định đô tại Nam Kinh, Tưởng Giới Thạch ra văn kiện bố cáo dân chúng:13-14. Tưởng Giới Thạch lấy danh nghĩa điều giải tranh chấp nội bộ công nhân, cho giải trừ vũ trang đội quân cảnh công nhân:1466.

### Mất chức lần đầu

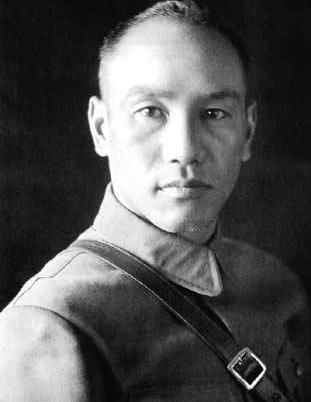
Tưởng Giới Thạch trong thập niên 1930

Tháng 5 năm 1927, Tưởng Giới Thạch quyết định tiếp tục phương án tác chiến Bắc phạt, phân toàn quân thành ba lộ tấn công; tổ chức Ủy ban Thanh Đảng, các tỉnh toàn quốc nghiêm túc thi hành thanh trừ trong đảng. Tháng 6, Tưởng Giới Thạch đến Từ Châu, Phùng Ngọc Tường đến họp, cử hành Hội nghị Từ Châu, quyết định liên danh ra thông điện Bắc phạt, đồng thời do Phùng Ngọc Tường khuyến nghị nên Chính phủ Vũ Hán định ngày giải thể:14. Con trai của Tưởng Giới Thạch là Tưởng Kinh Quốc khi đó ở Liên Xô viết thư ngỏ cho Tưởng Giới Thạch, tuyên bố đoạn tuyệt quan hệ cha con; Tưởng Kinh Quốc sau khi về Trung Quốc thì thanh minh rằng đó là do ông chịu áp lực từ Liên Xô mà ra:76. Tháng 7, Tưởng Giới Thạch theo lệnh làm ủy viên quân sự Chính phủ Quốc dân; Từ Châu thất thủ, Tưởng Giới Thạch vượt Trường Giang đốc chiến:14. Lý Tông Nhân và Bạch Sùng Hy thuộc Điền hệ quân phiệt (Quảng Tây) có binh sĩ ủng hộ lớn mạnh, họ thừa cơ buộc Tưởng Giới Thạch từ chức; Uông Tinh Vệ và Đường Sinh Trí tại Vũ Hán cũng tổ chức Đông chinh quân, ra thông điện thảo phạt Tưởng Giới Thạch; Thân tín các hệ như của Hà Ứng Khâm cũng không muốn duy trì địa vị của Tưởng Giới Thạch:1466. Tháng 8, phản công Từ Châu thất bại, Tưởng Giới Thạch hạ lệnh triệt thoái, gửi điện cho Chính phủ Quốc dân, tự xin phân xử; Ninh-Hán phân liệt (giữa Chính phủ Nam Kinh và Vũ Hán) ngày càng nhiều, Tưởng vì muốn tránh thêm căng thẳng, mong có lợi cho đoàn kết, nên ra tuyên bố từ chức và thôi các chức vụ kiêm nhiệm, về quê tảo mộ:14. Ngày 17 tháng 9, Đại hội đại biểu lần thứ hai Ủy ban Đặc biệt Trung ương Trung Quốc Quốc dân Đảng bầu Tưởng Giới Thạch nhậm chức ủy viên Chính phủ Quốc dân Nam Kinh:381.
Trong tháng 9, Tưởng Giới Thạch quyết định ra nước ngoài khảo sát ngoại giao, đồng thời nghiên cứu học tập kinh tế, chính trị, xã hội, triết học, quân sự. Ngày 28 tháng 9, Tưởng Giới Thạch từ Thượng Hải sang Nhật Bản. Tháng 10, tại Nhật Bản, Tưởng Giới Thạch nghiên cứu chính sách của nước này đối với Trung Quốc, đến Kobe thăm hỏi Tống thái phu nhân để thảo luận hôn sự. Tháng 11, Tưởng Giới Thạch và Thủ tướng Nhật Bản Tanaka Giichi hội đàm; đến ngày 10 tháng 11, Tưởng Giới Thạch về Trung Quốc; ngày 1 tháng 12 Tưởng Giới Thạch và Tống Mỹ Linh kết hôn tại Thượng Hải:14. Sau khi lấy Tống Mỹ Linh, Tưởng trở thành anh em cột chèo với Tôn Trung Sơn và Khổng Tường Hy, tạo cho ông mối quan hệ gia đình với thế lực chính trị và tài chính hàng đầu tại Trung Quốc đương thời.

### Bắc phạt lần thứ hai
Ngày 3 tháng 1 năm 1928, Tưởng Giới Thạch nhậm chức ủy viên thường vụ Chính phủ Quốc dân:382. Tháng 12 năm 1927, Hội nghị Dự bị Hội nghị Toàn thể lần thứ tư khóa II Quốc dân Đảng ra quyết định mời Tưởng Giới Thạch phục chức, đồng thời phụ trách trù bị đại hội toàn thể lần thứ tư, các nơi gửi điện hối thúc Tưởng Giới Thạch trở lại, Tưởng Giới Thạch quyết định về Nam Kinh. Ngày 4 tháng 1 năm 1928, Tưởng Giới Thạch đến Nam Kinh trình báo chính thức phục chức; Ủy ban Chính trị Trung ương Quốc dân Đảng quyết định bổ nhiệm Tưởng Giới Thạch làm tổng tư lệnh toàn quân Bắc phạt. Tưởng Giới Thạch nhiều lần gửi điện cho Phùng Ngọc Tường, Diêm Tích Sơn cùng các tướng lĩnh chuẩn bị Bắc phạt. Ngày 7 tháng 2, Hội nghị toàn thể lần thứ tư của Ủy ban Chấp hành Trung ương khóa II bầu Tưởng Giới Thạch làm chủ tịch của ủy ban quân sự. Ngày 9 tháng 2, Tưởng Giới Thạch dù bị ốm song vẫn vượt sông, thị sát tiền tuyến; ngày 15 tháng 2, Tưởng Giới Thạch đến Khai Phong cùng Phùng Ngọc Tường xác định đại kế Bắc phạt. Ngày 28 tháng 2, Ủy ban Chính trị Trung ương Quốc dân Đảng quyết định bổ nhiệm Tưởng Giới Thạch kiêm tổng tư lệnh tập đoàn quân số 1. Đến tháng ba, bố trí quân sự hoàn tất; đến ngày 31 tháng 3 Tưởng Giới Thạch vượt Trường Giang Bắc phạt. Tháng 4, Tưởng Giới Thạch đóng quân tại Từ Châu, đồng thời gửi điện cho Bộ Ngoại giao thiết thực phụ trách bảo hộ ngoại kiều:15. Đại cương tổ chức Bộ tổng tư lệnh quy định "Tổng tư lệnh Quốc dân Cách mạng Quân sẽ kiêm nhiệm Chủ tịch Ủy ban Quân sự":228. Tưởng Giới Thạch tập trung ưu thế về binh lực, tập trung tấn công quân Phụng-Lỗ bạc nhược để phân mảng khu vực Sơn Đông; song tại khu vực Hà Bắc, Sơn Tây thì chọn thế phòng thủ, chỉ đưa đến binh lực hạn chế, so với bố trí chiến lược của Trương Tác Lâm thì cao tay hơn một chút:391.
Tháng 4 năm 1928, Nhật Bản xuất binh đến Sơn Đông cản trở Bắc phạt, Tưởng Giới Thạch một mặt giao thiệp với Nhật Bản, một mặt ủy nhiệm Chu Bồi Đức làm tổng chỉ huy tiền tuyến, tích cực bắc tiến; liên quân Trực-Lỗ phản công Tế Ninh, Tưởng Giới Thạch đích thân đến sông ranh giới, chỉ đạo tấn công Duyện Châu nhằm giải cứu. Tưởng Giới Thạch đến Thái Ân, chỉ đạo tấn công Tế Nam, đồng thời quyết định sau khi chiếm Tế Nam sẽ lập tức vượt Hoàng Hà truy kích. Từ ngày 3 đến ngày 5 tháng 5, quân Nhật hoành hành gây rối, tập kích gây hấn với Quốc quân, Tưởng Giới Thạch yêu cầu Quốc quân chớ đánh trả, đồng thời lệnh cho bộ đội tiến vào Tế Nam vào tối ngày 3 tháng 5 triệt thoái ra ngoại thành; ngày 4-5 tháng 5, quân Nhật vẫn tiếp tục khai hỏa, đồng thời dẫn Trương Tông Xương dùng phi cơ oanh tạc Bộ tư lệnh Quốc quân. Tưởng Giới Thạch vì mục tiêu hoàn thành Bắc phạt nên nhẫn nhục, lệnh cho Quốc quân đến đêm vượt sông, chỉ để lại bộ binh dưới quyền Lý Diên Niên đóng quân; ngày 6 tháng 5, chuyển đến Đảng Gia Trang, tiếp tục lấy quân bắc tiến, đồng thời kêu gọi Uông Tinh Vệ, Hồ Hán Dân về nước, lại ra thông cáo Phụng hệ hãy sớm giác ngộ; Tưởng Giới Thạch đóng quân tại Thạch Gia Trang chỉ huy:16.
Tháng 6 năm 1928, sau khi chiếm được Bắc Bình-Thiên Tân, Tưởng đã hoàn thành nhiệm vụ nên về Nam Kinh, đề xuất giải trừ chức vụ tổng tư lệnh Quốc dân Cách mạng Quân, Trung ương muốn giữ lại. Tưởng Giới Thạch đề xuất lập ủy ban giải trừ quân bị và khôi phục hậu chiến. Đến tháng 7, Tưởng Giới Thạch đến Bắc Bình, cúng tế Tôn Trung Sơn, đồng thời đến Nam Khẩu truy điệu tướng sĩ hy sinh. Tháng 8, chuẩn bị khai mạc Hội nghị Toàn thể lần thứ năm khóa II Quốc dân Đảng, tranh chấp liên miên, Tưởng Giới Thạch đến Thượng Hải điều đình. Hội nghị quyết định bắt đầu "huấn chính", thi hành các dự án kiến thiết quan trọng; hội nghị thông qua tổ chức của Chính phủ Quốc dân, đồng thời bầu Tưởng Giới Thạch nhậm chức Chủ tịch Chính phủ Quốc dân, Tưởng nhậm chức vào ngày 10 tháng 10. Đến tháng 11, Tưởng Giới Thạch đi thị sát Giang Tô, Sơn Đông, An Huy, duyệt binh, đồng thời khảo sát chính trị-tôn giáo địa phương và tình hình dân sinh:16-17.

### Huấn chính Trung Quốc
Sau khi quốc gia thống nhất, nền thống trị của Trung Quốc Quốc dân Đảng bước vào thời kỳ "huấn chính":76. Tháng 6 năm 1929, Tưởng Giới Thạch tới Bắc Bình:366. Ngày 1 tháng 6, Tưởng Giới Thạch nhậm chức ủy viên Ủy ban Kiến thiết Thủ đô Chính phủ Quốc dân. Cuối tháng 12 năm 1932, Tưởng Giới Thạch thị sát Hồ Nam:376. Năm 1934, Tưởng Giới Thạch đích thân chỉ huy, điều động trọng binh tiến hành bao vây và tiêu diệt Hồng quân công-nông Trung Quốc và căn cứ địa cách mạng nông thôn "Xô viết Trung ương":472.
Ngày 1 tháng 1 năm 1929, Ủy ban Biên khiển Quốc quân (tức tái cấu trúc và tinh giản) được thành lập, Tưởng Giới Thạch cùng các ủy viên tuyên thệ nhậm chức; ngày 7 tháng 1, Chính phủ Quốc dân cho Tưởng Giới Thạch kiêm nhiệm ủy viên trưởng Ủy ban Đạo Hoài (kiểm soát tài nguyên nước Hoài Hà); tháng 3, Tưởng Giới Thạch ra thông lệnh triệt tiêu Bộ tổng tư lệnh Quốc dân Cách mạng quân và Bộ tổng tư lệnh Tập đoàn quân số 1, đồng thời thành lập văn phòng biên khiển trung ương và số 1; tháng 4, Tưởng Giới Thạch bắt đầu dùng ấn Tổng tư lệnh Lục-hải-không quân, đến Hoàng Châu đốc quân. Ngày 27 tháng 6, Ủy ban Thường vụ Trung ương Quốc dân Đảng quyết định Trường Đảng vụ Trung ương đổi thành Trường Chính trị Trung ương, Tưởng Giới Thạch làm hiệu trưởng.:18-19.

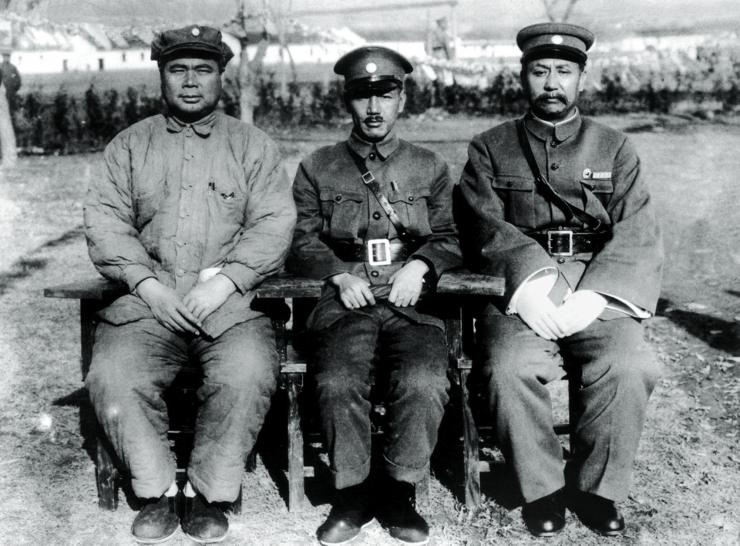
Phùng Ngọc Tường, Tưởng Giới Thạch và Diêm Tích Sơn, năm 1929.

Tháng 2 năm 1930, Chính phủ Quốc dân trao cho Tưởng Giới Thạch Huân chương Thanh Thiên Bạch Nhật và Huân chương Bảo Đỉnh nhất đẳng đại thụ. Tháng 3, Tưởng Giới Thạch với vấn đề Tây Bắc quyết giữ thế phòng thủ. Trung Nguyên đại chiến bùng phát trong nội bộ Quốc dân Đảng từ tháng 5 đến tháng 11 năm 1930, Phái của Tưởng Giới Thạch hỗn chiến với liên minh Diêm Tích Sơn, Phùng Ngọc Tường, Lý Tông Nhân tại các tỉnh Hà Nam, Sơn Đông, An Huy, kết quả là Tưởng Giới Thạch giành thắng lợi. Đến tháng 10, Tưởng Giới Thạch từ tiền phương thỉnh cầu Chính phủ Quốc dân xá miễn cho tội phạm chính trị, đồng thời đánh điện thỉnh cầu Trung ương sớm triệu tập hội nghị quốc dân. Ngày 23 tháng 10, Tưởng Giới Thạch tại Thượng Hải chính thức chịu lễ thanh tẩy Cơ Đốc giáo. Ngày 18 tháng 11, Hội nghị toàn thể lần thứ 4 khóa III Trung Quốc Quốc dân Đảng quyết định để Tưởng Giới Thạch kiêm nhiệm Viện trưởng Hành chính viện (thủ tướng). Tháng 12, Tưởng Giới Thạch tuần thị Giang Tây, Hồ Bắc; kiêm nhiệm Bộ trưởng Giáo dục, sáng lập Không quân:20-21.
Ngày 23 tháng 7 năm 1930, Tưởng Giới Thạch cho ban bố "Thư thông cáo đồng bào toàn quốc nhất trí an nội nhương ngoại":91. Tưởng Giới Thạch vào tháng 9 ra mật lệnh cấm chỉ đoàn thể cánh tả; đến tháng 12 hạ lệnh ban bố "luật xuất bản", cấm sách "tuyên truyền chủ nghĩa cộng sản", "cổ xúy đấu tranh giai cấp":1469.
Tháng 6 năm 1931, Hội nghị toàn thể lần thứ 5 khóa III Trung Quốc Quốc dân Đảng bầu Tưởng Giới Thạch làm Chủ tịch Chính phủ Quốc dân kiêm Viện trưởng Hành chính viện:22. Tưởng Giới Thạch nhậm chức ủy viên thường vụ Ủy ban Kinh tế Toàn quốc:574. Tháng 12, Hội nghị toàn thể lần thứ nhất Ủy ban Trung ương khóa IV Trung Quốc Quốc dân Đảng khai mạc, đại biểu Quảng Đông chỉ còn là một bộ phận tham dự, Hồ Hán Dân và những người khác tại Thượng Hải kiên trì yêu cầu Tưởng Giới Thạch từ chức. Nhằm thúc đẩy đoàn kết trong đảng, Tưởng Giới Thạch từ chức Chủ tịch Chính phủ Quốc dân, dời Nam Kinh về quê:23-24.
Ngày 18 tháng 3 năm 1932, Tưởng Giới Thạch nhậm chức ủy viên trưởng, đồng thời kiêm nhiệm Tổng tham mưu trưởng Bộ tổng tham mưu:277. Tháng 9, phát sinh xung đột nội tỉnh giữa Hàn Phúc Củ và Lưu Trân Niên tại Sơn Đông, Dương Hổ Thành và Mã Thanh Uyển tại Thiểm Tây, Lưu Tương và Lưu Văn Huy tại Tứ Xuyên, Tưởng Giới Thạch gửi điện khuyên giải, do đó sự việc được giải quyết ổn thỏa:26; Tưởng nhậm chức hiệu trưởng Trường Hàng không Trung ương.
Tháng 1 năm 1933, Tưởng Giới Thạch lập kế hoạch chuẩn bị đối sách trước quân Nhật và quân cộng sản giáp kích, quyết định về đối ngoại sẽ tích cực chuẩn bị, về đối nội sẽ tăng cường tiêu diệt Đảng Cộng sản Trung Quốc:26.

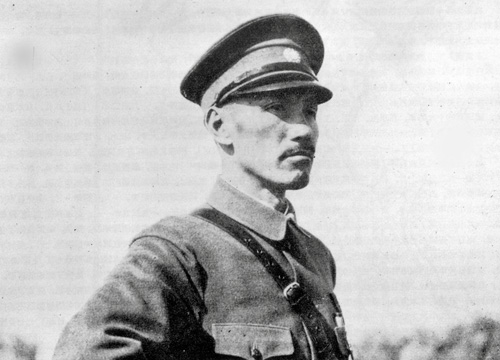
Tưởng Giới Thạch năm 1933

Tháng 3 năm 1936, Tưởng gia lệnh tiêu diệt Hồng quân Sơn Tây, đồng thời tăng cường phòng thủ Tuy Viễn (nay thuộc miền tây Nội Mông). Tháng 7, Hội nghị toàn thể lần thứ 2 Ủy ban Trung ương khóa V Quốc dân Đảng khai mạc, Tưởng Giới Thạch diễn giảng sự tất yếu của việc thống nhất cứu quốc. Tháng 8, điều chỉnh quân sự tỉnh Vân Nam, cải tổ chính phủ tỉnh Quý Châu; Tưởng Giới Thạch đến Quảng Châu, xử lý hậu quả quân sự chính trị tỉnh Quảng Đông, đồng thời khuyến cáo tỉnh Quảng Tây phục tùng trung ương. Tháng 10, Tưởng Giới Thạch tuần thị Hà Nam, Thiểm Tây, lưu lại Lạc Dương, chỉ đạo tiêu diệt tàn dư hồng quân. Nhân dịp kỷ niệm sinh nhật thứ 50 của Tưởng Giới Thạch (1887-1936), toàn quốc phát động hiến kế để chúc thọ:32-34.
Tháng 5 năm 1934, Tưởng Giới Thạch nhậm chức ủy viên trưởng Ủy ban Hàng không:471. Ngày 15 tháng 5, Tưởng Giới Thạch tại Nam Xương ban bố "Cương yếu phong trào Tân sinh hoạt":29.
Tháng 1 năm 1935, Tưởng Giới Thạch kiêm nhiệm hiệu trưởng Đại học Lục quân. Ngày 1 tháng 4, Chính phủ Quốc dân bổ nhiệm Tưởng Giới Thạch làm thượng tướng đặc cấp (tương đượng với Đại nguyên soái hoặc Tổng thống lĩnh). Đến tháng 7, Tưởng Giới Thạch tại Thành Đô lập kế hoạch đoàn huấn luyện Nga Mi; tháng 8, ông chủ trì đoàn huấn luyện Nga Mi, lần lượt có hai kỳ tốt nghiệp. Tháng 9, ông phân bổ các quân Tứ Xuyên phòng thủ, nghiêm cấm quân nhân can thiệp hành chính, tài chính, đả phá tình trạng cát cứ phân liệt kéo dài trong quá khứ; chỉnh lý tiền giấy địa phương Tứ Xuyên, do Trung ương phát hành công trái thu hồi. Tháng 10, Tưởng Giới Thạch kiêm nhiệm Tổng tư lệnh Tiễu phỉ Tây Bắc; Tưởng đi từ Tứ Xuyên đến Thiểm Tây, rồi tuần thị Hà Nam, Sơn Tây, cùng Diêm Tích Sơn thương lượng kế hoạch an định Tây Bắc:30-32. Ngày 1 tháng 11, thích khách của tập đoàn Vương Á Tiều, đồng thời là nhà báo của Thông tấn xã Thần Quang tên là Tôn Phượng Ô 孫鳳嗚 ám sát bất thành Tưởng Giới Thạch khi diễn ra nghi thức khai mạc Hội nghị toàn thể lần thứ 6 Ủy ban Trung ương khóa IV Quốc dân Đảng tại Nam Kinh, Uông Tinh Vệ bị trọng thương:102-104. Ngày 30 tháng 12, Chính phủ Quốc dận trao Huân chương Vân Huy cho 47 người, trong đó có Tưởng Giới Thạch:66. Tuy nhiên, kinh tế tăng trưởng yếu kém, không theo kịp với chi tiêu quân phí ngày càng lớn, tài chính thu về không đủ chi:1469.

### Chiến tranh kháng Nhật

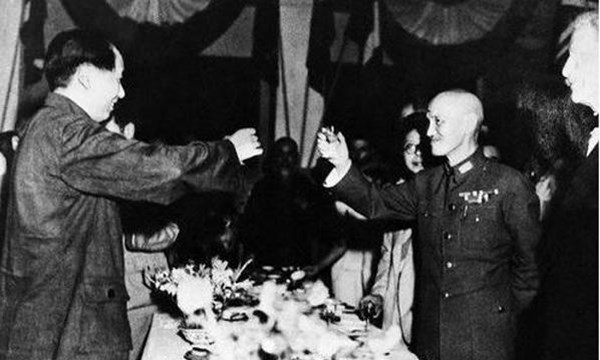
Mao Trạch Đông và Tưởng Giới Thạch thời kỳ hợp tác Quốc Cộng

Sau Sự biến Phụng Thiên tại Mãn Châu vào ngày 18 tháng 9 năm 1931, Nhật Bản chiếm đóng Đông Bắc Trung Quốc. Ngày 7 tháng 11 năm 1934, tại Tuy Viễn, Tưởng Giới Thạch hội kiến các nhân sĩ người Mông Cổ như Đức vương Demchugdongrub và các nhân viên đảng-chính quyền, đồng thời chỉ đạo toàn bộ các chủ tịch và tướng lĩnh biên cảnh:366. Mùa xuân năm 1936, Tưởng Giới Thạch điều động 5 sư đoàn trung ương vào Sơn Tây, chuẩn bị tấn công Hồng quân vừa trải qua Trường chinh đến Tây Bắc, đồng thời cũng chuẩn bị kháng cự có mức độ nếu Nhật Bản xâm phạm Tuy Viễn:493.
Tháng 3 năm 1932, Hội nghị toàn thể lần thứ 2 Ủy ban Trung ương khóa IV Trung Quốc Quốc dân Đảng khai mạc tại Lạc Dương, quyết định bổ nhiệm Tưởng Giới Thạch làm ủy viên trưởng Ủy ban Quân sự Chính phủ Quốc dân:24. Tại khu vực do mình kiểm soát, Tưởng Giới Thạch tiến hành lùng diệt quy mô lớn người của Đảng Cộng sản Trung Quốc, cấm đoán sách vở; Ông phái Tống Tử Văn sang Hoa Kỳ ký kết hiệp định vay bông và lúa mì trị giá 50 triệu USD, trên thực tế là tìm kiếm viện trợ kinh tế cho nội chiến:475. Tháng 2 năm 1933, Tưởng Giới Thạch một mặt phái binh đến phía bắc phòng ngự Nhật Bản, một mặt gia tăng tiêu diệt không ngừng Đảng Cộng sản Trung Quốc. Tháng 3, ông giải trừ chức vụ quân sự của Trương Học Lương. Tháng 4, Tưởng Giới Thạch đến Giang Tây chủ trì công tác tiêu diệt Đảng Cộng sản Trung Quốc. Tháng 10, Tưởng Giới Thạch triệu tập hội nghị tướng lĩnh tại Nam Xương. Trong cùng tháng, việc xây dựng Đường sắt Hàng Châu-Giang Sơn hoàn thành; hội nghị lương thực tám tỉnh khai mạc; quy hoạch xây cất các công sự phòng thủ đường sông và đường biển. Tháng 11, Tưởng Giới Thạch ra lệnh triệu tập thanh niên Mông Cổ tham dự huấn luyện; cũng ra lệnh có biện pháp di dân thích hợp, thiết thực chỉnh lý thuế ruộng:27-28. Tưởng Giới Thạch thi hành nguyên tắc bảo lãnh- liên đới, yêu cầu các hộ gia đình giám sát lẫn nhau:1469.
Tháng 12 năm 1936, Tưởng lưu lại Tây An, triệu tập các tướng lĩnh hội đàm tại Tây An, đồng thời đốc thúc Trương Học Lương, Dương Hổ Thành tăng cường trấn áp cộng sản.:34 Ngày 12 tháng 12, Trương Học Lương và Dương Hổ Thành phát động Sự biến Tây An, thi hành binh biến, khiến Tưởng Giới Thạch đình chỉ chặn diệt lực lượng cộng sản:472. Tưởng bị bắt trong lúc đang ngủ:478. Ngày 25 tháng 12, Trương Học Lương quyết định phóng thích Tưởng Giới Thạch, Tưởng Giới Thạch đi máy bay về Nam Kinh:221. Tưởng Giới Thạch bị buộc phải chấp nhận đình chỉ nội chiến với Đảng Cộng sản Trung Quốc, nhất trí chủ trương kháng Nhật, bắt đầu Quốc-Cộng hợp tác lần thứ nhì:1587. Tháng 6 năm 1937, Tưởng Giới Thạch hạ lệnh thúc giục các địa phương hoàn thành xây dựng quốc phòng; ra lệnh thiết lập Hiệp hội Phòng không Toàn quốc.:34
Tháng 7 năm 1937, bùng phát sự kiện Lư Câu Kiều tại Bắc Bình, Chiến tranh Trung-Nhật bùng phát; tháng 8, Tưởng Giới Thạch quyết định các vấn đề trọng yếu về quân sự-chính trị trong thời kỳ kháng chiến, đồng thời quyết định lấy Ủy ban Quân sự là bộ thống soái tối cao trong kháng chiến:36. Ngày 20 tháng 11 năm 1937, Tưởng Giới Thạch tuyên bố dời đô về Trùng Khánh, xem đó là bồi đô:40.

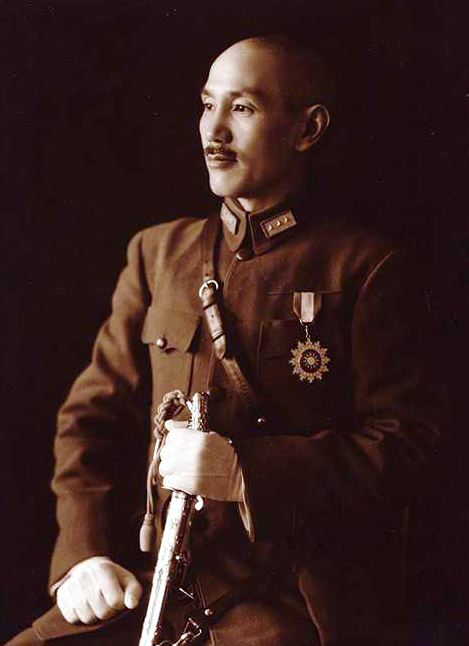
Tưởng Giới Thạch mặc lễ phục quân trang toàn thân, 1940.

Ngày 1 tháng 1 năm 1938, Tưởng từ chức Viện trưởng Hành chính viện, chú tâm vào chỉ huy kháng chiến với Nhật; ông triệu tập hội nghị quân sự. Đến ngày 29 tháng 3, Đại hội Đại biểu Toàn quốc Lâm thời được khai mạc tại Vũ Xương; đại hội sửa đổi quy tắc chung, xác định chế độ tổng tài, bầu cử Tưởng Giới Thạch làm Tổng tài Trung Quốc Quốc dân Đảng. Tháng 4, trù bị thành lập Đoàn Thanh niên Tam Dân chủ nghĩa:36-37. Tháng 1 năm 1939, Hội nghị toàn thể lần thứ 5 Ủy ban Trung ương khóa V Trung Quốc Quốc dân Đảng khai mạc, quyết định tổ chức Ủy ban Tối cao Quốc phòng, bầu Tưởng Giới Thạch làm ủy viên trưởng, thống nhất chỉ huy chính phủ-quân đội. Tháng 3, Ban Huấn luyện Đảng-Chính Đoàn Huấn luyện Trung ương thành lập, Tưởng Giới Thạch là đoàn trưởng. Tháng 4, phê chuẩn thể chế tổ chức đảng-chính quyền cấp cơ sở dưới huyện. Tháng 9, Hội Tham chính Quốc dân khai mạc, Tưởng Giới Thạch có bài diễn thuyết. Cùng tháng, Tưởng Giới Thạch kiêm nhiệm Chủ tịch chính phủ tỉnh Tứ Xuyên. Tháng 10, Tưởng Giới Thạch đến Thành Đô, đích thân xử lý chính sự trong tỉnh. Tháng 11, Hội nghị toàn thể lần thứ 6 Ủy ban Trung ương khóa V Trung Quốc Quốc dân Đảng khai mạc, quyết định để Tưởng Giới Thạch kiêm nhiệm Viện trưởng Hành chính viện:38-40. Tưởng Giới Thạch nhậm chức chủ tịch tổng văn phòng liên hiệp bốn ngân hàng Trung ương, Trung Quốc, Giao thông, Nông dân:547. Tháng 3 năm 1943, Đào Hi Thánh sáng tác "Trung Quốc chi mệnh vận" lấy danh nghĩa Tưởng Giới Thạch xuất bản. Tháng 8, Chủ tịch Chính phủ Quốc dân Lâm Sâm từ trần, Tưởng Giới Thạch được bầu kế nhiệm:44. Tưởng Giới Thạch nói rằng chủ nghĩa cộng sản và chủ nghĩa tự do là đường lối tùy tiện, chủ trương lệch lạc có hại cho quốc gia dân tộc:1475, là lần thứ ba chuẩn bị tạo dư luận chống cộng:487. Ngày 10 tháng 10, Tưởng Giới Thạch nhậm chức Chủ tịch Chính phủ Quốc dân.
Tháng 3 năm 1940, Chính quyền Uông Tinh Vệ thân Nhật thành lập tại Nam Kinh. Tháng 11, Tưởng Giới Thạch từ chức Chủ tịch tỉnh Tứ Xuyên, ủy quyền Trương Quần kế nhiệm. Tháng 1 năm 1941, Tân Tứ quân (gồm các binh sĩ cộng sản) công khai phản biến tại miền nam tỉnh An Huy, Tưởng hạ lệnh giải tán đạo quân mới biên chế này:41-42. Ngày 27 tháng 12, Tưởng Giới Thạch kiêm nhiệm Bộ trưởng Bộ Ngoại giao:521.
Tháng 1 năm 1942, Đồng Minh bầu chọn Tưởng Giới Thạch làm thống soái tối cao chiến khu Trung Quốc quân Đồng Minh. Tháng 2, Tưởng Giới Thạch và phu nhân Tống Mỹ Linh đến Ấn Độ công du, hội đàm với Mahatma Gandhi, đồng thời tiếp kiến lãnh tụ Hồi giáo Ấn Độ, xúc tiến cùng chống Nhật, tăng cường bang giao Trung-Ấn. Tháng 8, Tưởng Giới Thạch đến các nơi như Lan Châu, Tây Ninh tuần thị. Tháng 10, Hoa Kỳ, Anh Quốc và Na Uy tuyên bố từ bỏ quyền tài phán lãnh sự và đặc quyền hữu quan tại Trung Quốc:43. Tưởng Giới Thạch tiếp nhận thỉnh cầu của quân Anh tại Miến Điện, phái quân viễn chinh sang Miến Điện chi viện liên minh Anh-Mỹ tác chiến với quân Nhật.:472

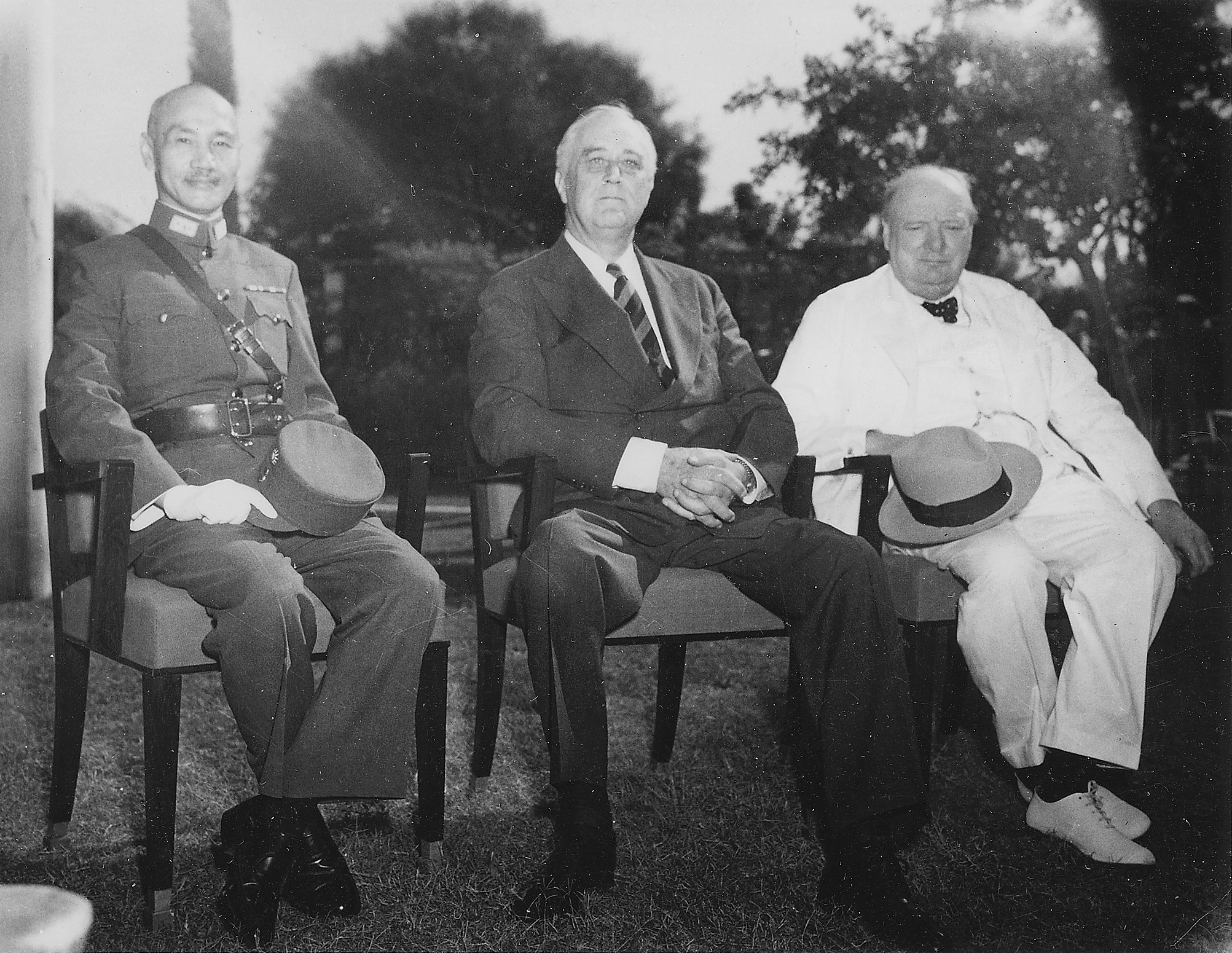
Tưởng Giới Thạch, cùng Roosevelt và Churchill tại Hội nghị Cairo 1943

Tháng 1 năm 1943, Tưởng Giới Thạch công bố đến quốc dân toàn quốc, khuyến khích nỗ lực tự lập tự cường sau khi phế bỏ các điều ước bất bình đẳng. Tháng 10, bốn quốc gia là Trung Quốc, Hoa Kỳ, Anh Quốc và Liên Xô tại Moskva ký kết tuyên bố chung, mặt trận phản xâm lược ngày càng được củng cố. Tháng 11, Tưởng Giới Thạch đến Cairo, cùng Roosevelt và Churchill cử hành hội nghị, thương lượng phương thức tác chiến liên hiệp, và các điều kiện hậu chiến như trao trả các lãnh thổ bị mất của Trung Quốc. Tháng 12, Trung Quốc tuyên bố Công báo Liên hiệp Hội nghị Cairo Trung–Mỹ–Anh:44-45.
Tháng 10 năm 1944, phát động trăm nghìn thanh niên tri thức tòng quân:45. Tháng 2 năm 1945, ba cường quốc Hoa Kỳ, Anh và Liên Xô cử hành hội nghị tại Yalta. Tháng 10, kỷ yếu hội đàm Quốc-Cộng được công bố. Tháng 12, Tưởng Giới Thạch cùng phu nhân đến Bắc Bình, Nam Kinh tuần thị:46-47. Trước đó, vào ngày 14 tháng 8, Chính phủ Trung Quốc và Chính phủ Liên Xô ký kết Điều ước Đồng minh Hữu hảo Trung-Xô:3712. Ngày 17 tháng 9, "Giải phóng nhật báo" tại Diên An tuyên bố "Kẻ thù chung của nhân dân Tưởng Giới Thạch phát ra tín hiệu nội chiến":489. Ngày 20 tháng 10, Ngoại Mông Cổ cử hành công dân đầu phiếu, kết quả là nhân dân Ngoại Mông Cổ tán thành độc lập, Ngày 5 tháng 1 năm 1946, Chính phủ Quốc dân thừa nhận Ngoại Mông Cổ độc lập.

### Nội chiến tái diễn

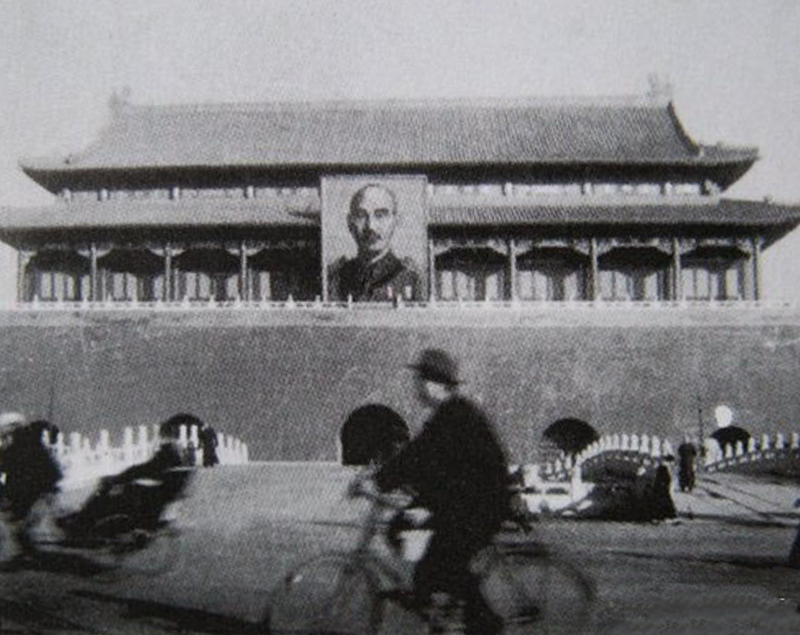
Chân dung Tưởng Giới Thạch tại Thiên An Môn, Bắc Bình, ngày 3 tháng 12 năm 1945

Tháng 8 năm 1945, Tưởng Giới Thạch gửi điện hẹn Mao Trạch Đông đến Trùng Khánh hội đàm, Mao Trạch Đông lưu lại đó hơn một tháng rồi về Diên An. Ngày 14 tháng 8, Tưởng Giới Thạch gửi điện mời đầu tiên, viết rằng Nhật Bản đã đầu hàng, cục diện hòa bình vĩnh viễn cho thế giới có thể thực hiện, các vấn đề trọng yếu của quốc tế và quốc nội cần giải quyết gấp, mời Mao đến bồi đô cùng thương thảo.:490 Dưới áp lực dư luận quốc tế và quốc nội, ngày 31 tháng 12 năm 1945 Tưởng Giới Thạch buộc phái ký kết "Hiệp nghị về biện pháp đình chỉ xung đột quan sự quốc nội":493. Tháng 3 năm 1946, Hoa Kỳ trao Huân chương Công lao hạng đặc biệt cho Tưởng Giới Thạch. Tháng 4, ông lần lượt đến Quý Dương, Thành Đô, thăm hỏi dân chúng. Tháng 5, Chính phủ Quốc dân dời đô về Nam Kinh, Tướng dẫn nhân viên dân sự và quân sự trước Lăng Tôn Trung Sơn cử hành lễ tắng lợi hoàn đô. Ông diễn thuyết với dân chúng thủ đô về tính cấp thiết của việc kiến quốc sau chiến tranh. Tháng 6, ông lần lượt tuần thị Thẩm Dương, Trường Xuân, Bắc Bình:48. Ngày 16 tháng 6, ông thiết lập Trường quân sự Hải quân tại Thượng Hải, bản thân kiêm nhiệm hiệu trưởng.
Lúc 8h sáng ngày 18 tháng 3 năm 1946, Tưởng Kinh Quốc đến Cơ Long, lần đầu tiên đặt chân lên đất Đài Loan, do Tư lệnh Sử Hoành Hi đi cùng thị sát:8315. Tháng 9, Tưởng Giới Thạch tiếp kiến đoàn thăm hỏi từ Đài Loan; tháng 10, Tưởng Giới Thạch cùng phu nhân đến Đài Loan tuần thị; tháng 12, Tưởng Giới Thạch và nhân sĩ Đảng Thanh niên Trung Quốc cùng Đảng Dân chủ Xã hội trao đổi ý kiến về cải tổ chính phủ Quốc dân:49.
Tháng 2 năm 1947, Tưởng Giới Thạch tuần thị Từ Châu, Trịnh Châu, đều trở về Nam Kinh trong ngày; ngày 28 tháng 2, Đài Loan phát sinh sự kiện náo loạn. Mâu thuẫn được châm ngòi vào ngày 27/2/1947 khi cảnh sát bắn chết một phụ nữ trong chiến dịch truy quét thuốc lá lậu. Tưởng Giới Thạch tuyên bố phương châm xử lý:50 và gửi lực lượng đến hỗ trợ toàn quyền Đài Loan Trần Nghi trấn áp các cuộc nổi dậy. Trong cuộc trấn áp, quân đội Tưởng Giới Thạch đã thảm sát hàng chục ngàn người. Đến ngày nay, vẫn chưa có thống kê chính xác về số người thiệt mạng trong các cuộc trấn áp và truy quét, ước chừng từ 18.000 - 28.000 người, có số liệu khác cho rằng số người thiệt mạng là hơn 30.000 người. Tưởng Giới Thạch có ra lệnh tàn sát dân chúng hay không vẫn luôn là câu hỏi của nhiều người. Sự kiện này được lịch sử ghi lại bằng cái tên "Sự kiện 28 tháng 2".
Tháng 1 năm 1947, George Marshall trở về Hoa Kỳ, trước đó ông từng liên hệ vấn đề Hoa Kỳ cho Trung Quốc vay mượn với việc cải tổ chính phủ. Tưởng Giới Thạch khó mà chấp nhận cưỡng bách của Hoa Kỳ nên không nhận được viện trợ vay mượn, cùng với đó dư luận đều cho rằng Trung Quốc có thể sẽ bị bắt nạt:246. Ngày 23 tháng 1, Chính phủ Quốc dân bổ nhiệm Tưởng Giới Thạch kiêm nhiệm hiệu trưởng Đại học Chính trị Quốc lập:8272. Cuối tháng hai, Tưởng Giới Thạch hạ lệnh trục xuất đại biểu đàm phán của Đảng cộng sản Trung Quốc trú tại các địa phương như Nam Kinh, Thượng Hải, Trùng Khánh, cuối cùng đóng cánh cửa hòa đàm:495. Ngày 1 tháng 3, Tưởng Giới Thạch chủ trì cử hành hội nghị Ủy ban Quốc phòng Tối cao, quyết định: chuẩn thuận Viện trưởng Hành chính viện Tống Tử Văn từ chức; Tưởng Giới Thạch kiêm nhiệm Viện trưởng Hành chính viện, Trương Quần nhậm chức phó viện trưởng:8298; Đại học Chính trị Trung ương và Trường Cán bộ Trung ương hợp nhất cải tổ thành Đại học Chính trị Quốc lập, Tưởng Giới Thạch kiêm nhiệm hiệu trưởng:8300. Ngày 4 tháng 7, tại Hội nghị Quốc vụ lần thứ sáu thông qua đề nghị của Tưởng Giới Thạch về tổng động viên toàn quốc nhằm bình định cộng sản, sau đó lại công bố "lệnh diệt cộng dẹp loạn":496. Ngày 18 tháng 5, nhằm thống nhất tổ chức đảng đoàn, Tưởng Giới Thạch ban bố "thư thông cáo đồng chí đảng đoàn", kêu gọi hợp nhất tổ chức đảng đoàn, tạo thành động lực dẹp loạn kiến quốc, đặc biệt là trong bối cảnh cấp thiết đương thời:8397. Ngày 29 tháng 11, Tưởng Giới Thạch đi máy bay từ Bắc Bình về Nam Kinh:8462.

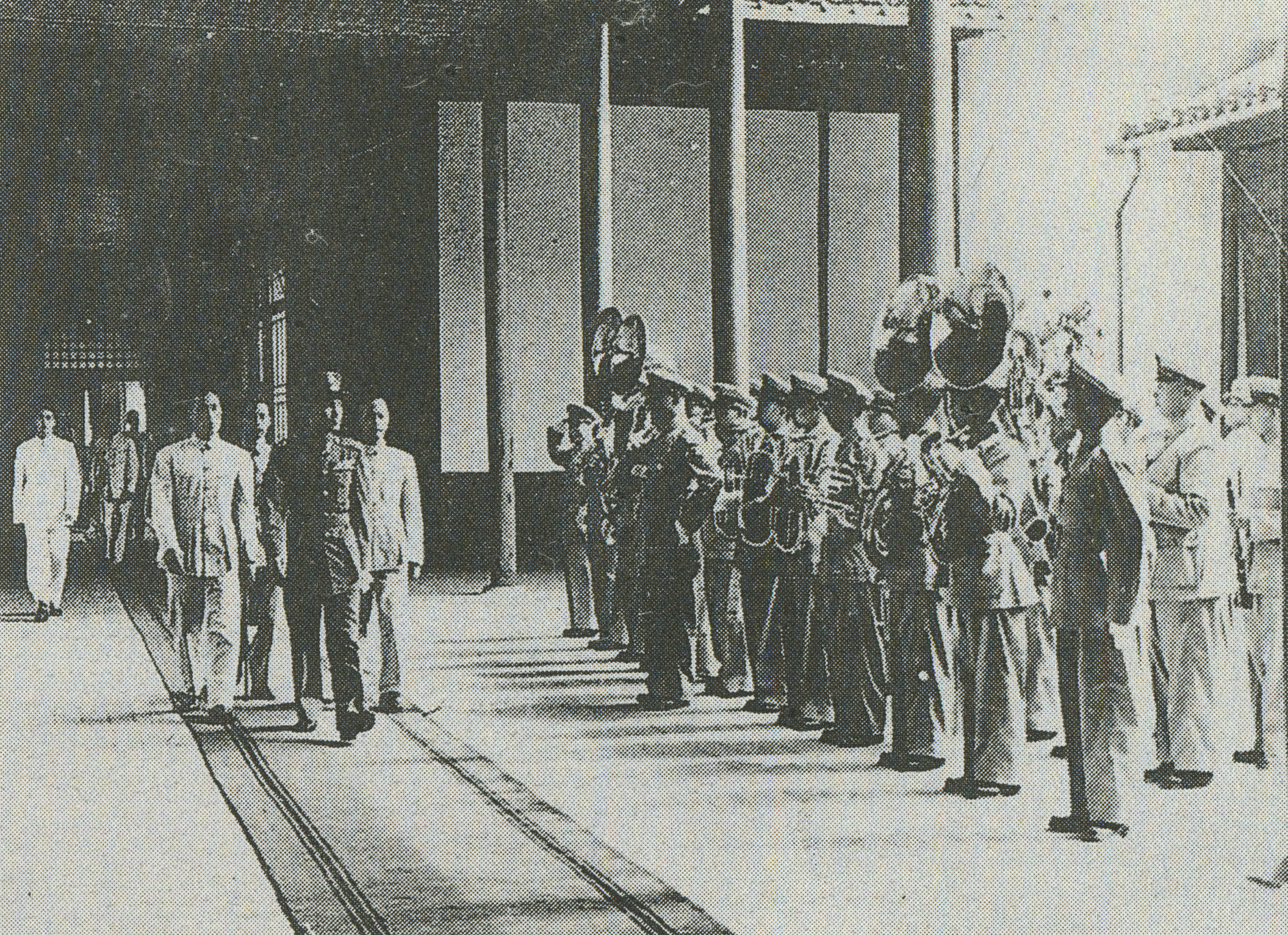
Tưởng Giới Thạch dời thủ đô về Nam Kinh, tháng 5 năm 1946

Tháng 7 năm 1947, Hội nghị Quốc vụ thông qua thi hành phương án tổng động viên toàn quốc, Tưởng Giới Thạch đích thân chủ trì, đồng thời phát biểu cần phải thực thi tổng động viên toàn quốc để "cứu giúp nhân dân trong khu vực cộng sản chiếm lĩnh, bảo vệ sinh tồn dân tộc, củng cố thống nhất quốc gia, dẹp yên Đảng Cộng sản Trung Quốc, thực thi hiến chính theo kế hoạch". Tháng 11, Tưởng Giới Thạch được bầu làm đại biểu Quốc dân đại hội đại diện cho huyện Phụng Hóa quê nhà:51-52. Ngày 4 tháng 4 năm 1948, Tưởng Giới Thạch lấy thân phận tổng tài chủ trì triệu tập Đại hội Toàn thể Trung ương Quốc dân Đảng, thảo luận đề cử tổng thống, phó tổng thống, ủy viên trung ương nhất trí ủng hộ Tưởng Giới Thạch là ứng cử viên tổng thống; Tưởng Giới Thạch phát biểu: Tổng thống khóa một không nhất định bầu ra từ trong đảng ta, cần bầu người ngoài đảng; người ngoài đảng có các điều kiện sau đây có thể được bầu: trung thành với hiến pháp, nỗ lực thi hành hiến chính, có tinh thần dân chủ, có tư tưởng quốc gia dân tộc, có nhận thức sâu sắc đối với văn hóa lịch sử Trung Quốc:66-67. Ngày 19 tháng 4, Quốc dân đại hội khóa một bầu cử tổng thống, Tưởng Giới Thạch được bầu làm tổng thống thứ nhất của Trung Hoa Dân Quốc; ngày 20 tháng 5, Tưởng Giới Thạch tại lễ đường Quốc dân đại hội nhậm chức tổng thống; tháng 7, Tưởng Giới Thạch đi máy bay đến tuần thị huyện Kỷ, Từ Châu, có chỉ thị với chiến sự khu vực ngập lụt Hoàng Hà:55.
Ngày 31 tháng 12 năm 1948, Tưởng Giới Thạch triệu tập nhân sĩ trọng yếu trong đảng, chính quyền và quân đội, nghiên cứu văn cáo từ chức, soạn bốn dự thảo:8764. Năm 1949, tình thế Chiến tranh Quốc-Cộng chuyển biến xấu cho phái Quốc dân Đảng, chức vụ tổng thống của Tưởng Giới Thạch vừa mới có được, do quân sự-chính trị thất bại toàn diện nên lung lay:74. Ngày 24 tháng 1, Trung ương Quốc dân Đảng ra "Thông báo tuyên truyền khẩn cấp đặc biệt" nói rằng "tổng tài tuy tạm không thi hành chức quyền tổng thống, song vẫn dùng địa vị tổng tài lãnh đạo bản đảng":498-499.

#### Mất chức lần ba
Tháng 3 năm 1947, Tưởng Giới Thạch hạ lệnh hơn 20 vạn người dưới quyền Hồ Tông Nam tiến vào miền bắc Thiểm Tây, ngày 19 tháng 3 chiếm lĩnh Diên An:1478, song nơi này đã bị bỏ hoang nên thắng lợi là không thực sự:358. Tháng 7, Tưởng Giới Thạch tuần thị Khai Phong; tháng 8, ông tuần thị Diên An; tháng 9, Tưởng Giới Thạch từ Cổ Lĩnh trở về Nam Kinh, quyết định vấn đề hợp nhất Đảng và Đoàn Thanh niên, hội nghị thông qua cương lĩnh tổ chức Trung Quốc Quốc dân Đảng hiện hành, thực thi thống nhất tổ chức đảng đoàn, nhằm tăng cường lực lượng cách mạng. Ông cũng tuần thị Bắc Bình, Thẩm Dương. Tháng 10, Tưởng Giới Thạch đến Thanh Đảo tuần thị. Sang tháng 11, ông lại đến tuần thị Bắc Bình, lập quy hoạch tiêu diệt lực lượng quân sự của Đảng Cộng sản Trung Quốc, đồng thời tập hợp nhân sĩ giới giáo dục Bắc Bình đàm thoại. Tháng 12, ông tuần thị Vũ Hán, chỉ thị công tác phòng thủ:52. Chi tiêu quân sự lớn khiến tài chính kinh tế bên bờ sụp đổ, thiếu hụt ngân sách vào năm 1947 đạt đến 90% tổng chi ngân sách, gây ra lạm phát phi mã và vật giá tăng cao:1478.

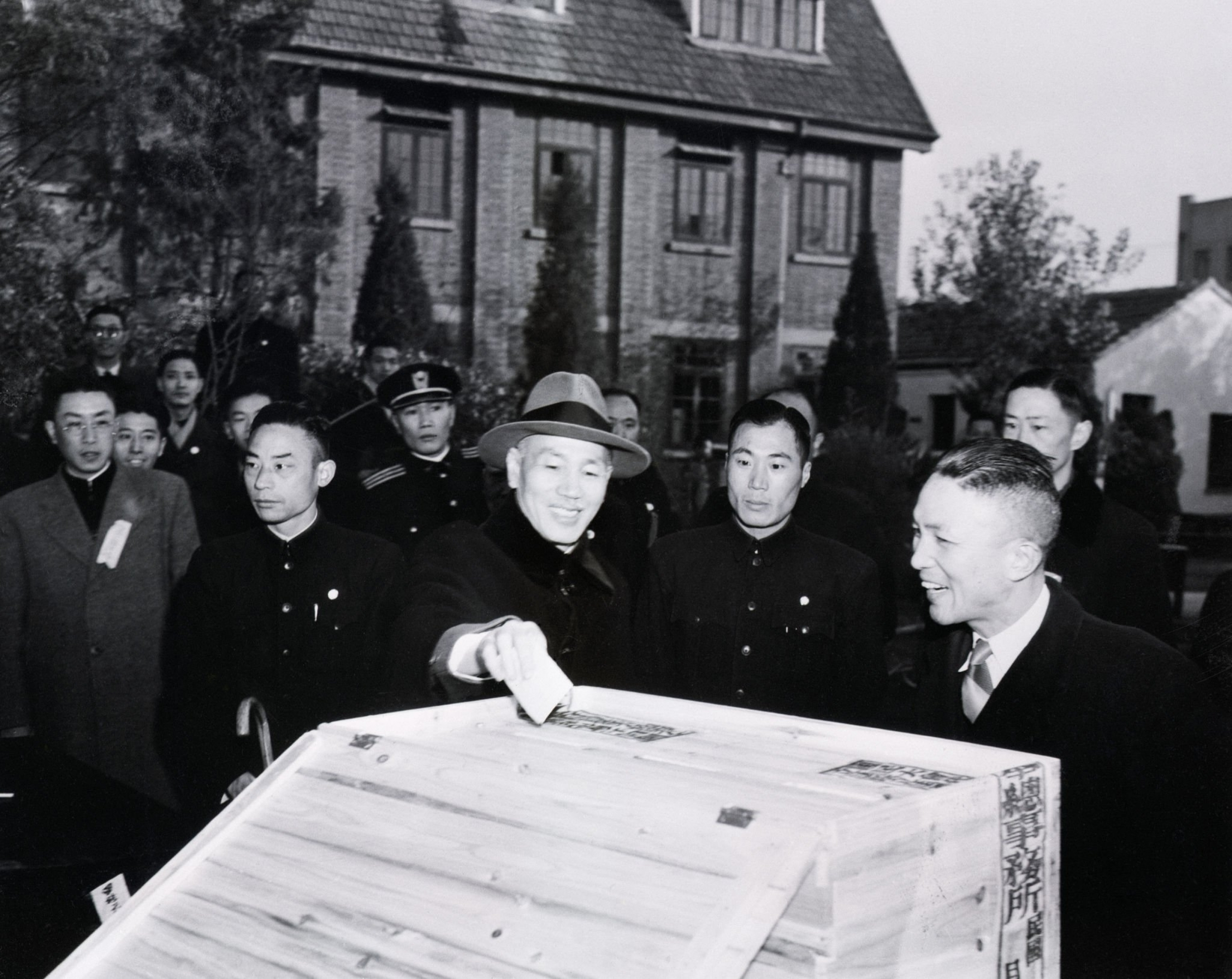
Trong Bầu cử Quốc dân Đại hội năm 1947, Tưởng Giới Thạch đi bầu tại Nam Kinh với tư cách cử tri

Tháng 1 năm 1948, Tưởng Giới Thạch tiếp kiến nhân sĩ biên cương chùa Labrang, tỉnh Thanh Hải, lắng nghe tình hình chính trị biên cương và đau khổ của nhân dân vùng biên; cùng tháng ông đi tuần thị Thẩm Dương. Tháng 2, Tưởng Giới Thạch tuần thị Bắc Bình; tháng 4, ông tập hợp các hiệu trưởng đại học đến Nam Kinh, hỏi thăm tình hình các đại học, đồng ý tìm cách gia tăng kinh phí giáo dục:53-54. Tưởng Giới Thạch lệnh cho quốc quân, cảnh sát, hiến binh, đặc vụ tăng cường thống trị và trấn áp, khu vực do Chính phủ Trung Hoa Dân Quốc kiểm soát lâm vào "khủng bố trắng":1478. Ngày 28 tháng 6, Tưởng Giới Thạch từ Tây An qua Trịnh Châu đi máy bay về Nam Kinh:8627. Tháng 10, Tưởng Giới Thạch đến Bắc Bình triệu tập hội nghị tướng lĩnh cao cấp, đồng thời lần lượt tuần thị công tác phòng thủ Thẩm Dương, Lư Câu Kiều, Thiên Tân, Đường Cô, Hồ Lô Đảo; ông lại đến tuần thị Thẩm Dương, Bắc Bình; tuần thị Thừa Đức rồi từ Bắc Bình về Nam Kinh:56. Tài chính kinh tế hoàn toàn phá sản, tiền giấy "kim viên khoán" nhanh chóng bị giảm giá thành giấy vụn, xã hội càng thêm náo loạn bất ổn:1479. Tháng 12, Tưởng Giới Thạch ban lệnh toàn quốc thi hành giới nghiêm; Tống Mỹ Linh cùng tháng hội kiến Tổng thống Hoa Kỳ Harry S. Truman; Lý Tông Nhân, Trình Tiềm thừa cơ tình thế quân sự nghịch chuyển, bỗng chủ trương hòa đàm, và Bạch Sùng Hy từ Hán Khẩu gửi bức điện "hợi kính", thúc giục chính phủ kiến tạo hòa bình, thực ra là buộc Tưởng Giới Thạch từ chức. Tháng 1 năm 1949, Tưởng Giới Thạch tiếp kiến Tôn Khoa, Trương Quần, thương lượng cục thế chính trị. Ngày 10 tháng 1, ông lệnh cho Ngân hàng Trung ương lấy vàng dự trữ trong kho dời sang Đài Loan:57. Khi Tưởng Giới Thạch khảo sát về việc từ chức, cũng cùng với thiểu số thân tín thảo luận vấn đề pháp luật, làm thế nào để bảo lưu chức vụ tổng thống.

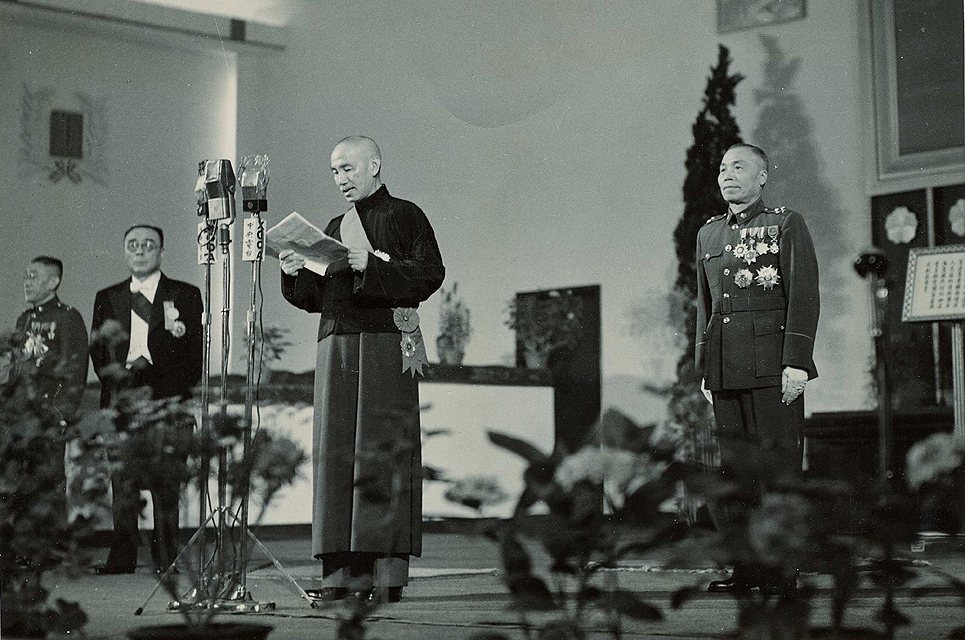
Tưởng Giới Thạch và Lý Tông Nhân trong lễ nhậm chức tổng thống và phó tổng thống của Trung Hoa Dân Quốc, ngày 20 tháng 5 năm 1948

Ngày 21 tháng 1 năm 1949, trong Hội nghị lâm thời Ủy ban Thường vụ Trung ương Quốc dân Đảng, Tưởng Giới Thạch tuyên bố tạm thời rút lui, đồng thời ra tuyên cáo; đến buổi chiều Tưởng Giới Thạch đi chuyên cơ rời Nam Kinh đến Hàng Châu, về quê nhà tại huyện Phụng Hóa. Ngày 22 tháng 1, Tưởng Giới Thạch về đến quê nhà Khê Khẩu. Tháng 3, ông nghiên cứu vấn đề cải cách công tác đảng, phân ra tiến hành ba giai đoạn là chính lý, cải tạo, tân sinh, thời kỳ quá độ trước tiên thiết lập ủy ban bất thường xử lý công tác đảng:58.

#### Rút lui đến Đài Loan
Tháng 4 năm 1949, Tưởng Giới Thạch vẫn đứng sau hậu trường để chỉ huy, cự tuyệt tiếp nhận "Hiệp định Hòa bình Quốc nội" do đại biểu hai bên Quốc-Cộng đàm phán phác thảo ra:473. Tưởng Giới Thạch mặc dù từ chức tổng thống song vẫn giữ chức vụ tổng tài Quốc dân Đảng:170. Tháng 4, Chính phủ tuyên bố kiên quyết chiến đấu; Tưởng nhận thấy đại cục nghiêm trọng nên vào ngày 22 tháng 4 từ Khê Khẩu đến Hàng Châu thương thảo với Lý Tông Nhân, Hà Ứng Khâm, quyết định thiết lập ủy ban bất thường trong đảng, Tưởng Giới Thạch lấy thân phận tổng tài chủ trì liên hệ đảng- chính quyền, để Hà Ứng Khâm làm tổng tư lệnh lục-hải-không quân, quyết định chính phủ từ nay về sau đối với Đảng Cộng sản Trung Quốc "chỉ có kiên quyết chiến đấu, phấn đấu đến cùng vì tự do nhân dân và độc lập quốc gia".
Ngày 23 tháng 4, Tưởng Giới Thạch trở về Khê Khẩu:184. Ngày 25 tháng 4, Tưởng Giới Thạch bái biệt mộ mẹ, sau đó đi lên núi Phượng Hoàng, nhìn toàn cảnh quê hương lần cuối:186. Cha con Tưởng Giới Thạch rời Khê Khẩu, sau đó đi thuyền đến Thượng Hải:192. Ngày 26 tháng 4, Tưởng Giới Thạch mạo hiểm đến Thượng Hải chỉ huy quân sự, trú tại đảo Phục Hưng trên sông Hoàng Phố:170. Tuy nhiên, trước đà tấn công nhanh và mạnh của Quân Giải phóng Nhân dân, 20 vạn Quốc quân có ý đồ lợi dụng công sự kiên cố để tác chiến nay không còn ý chí chiến đấu:1480. Ngày 28 tháng 4, Ủy ban Thường vụ Trung ương Quốc dân Đảng thông qua "Điều lệ tổ chức Ủy ban bất thường Trung ương" để giữ vai trò của Ủy ban Chính trị Trung ương, do Tưởng Giới Thạch làm chủ tịch, Lý Tông Nhân làm phó chủ tịch:171. Tuy nhiên, việc thành lập ủy ban này cũng không thể cứu vãn vận mệnh diệt vong của chính quyền Tưởng Giới Thạch.:693
Ngày 7 tháng 5 năm 1949, Tưởng Giới Thạch lên tàu thủy khởi hành từ Thượng Hải đến quần đảo Chu Sơn, nhằm sắp xếp trước việc Quốc quân triệt thoái từ Thượng Hải:173. Tháng 5, Tưởng Giới Thạch từ Quần đảo Chu Sơn đi máy bay đến Mã Công thuộc Bành Hồ:59. Ngày 25 tháng 5, Tưởng Giới Thạch từ Mã Công đi máy bay đến Cao Hùng, tạm thời lưu lại Thọ Sơn:187-230. Ngày 24 tháng 6, Tưởng Giới Thạch đến Đài Bắc, đến ở tại nhà khách số 1 Thảo Sơn:137.
Tháng 7 năm 1949, Tưởng Giới Thạch đứng đầu, cùng các đảng phái liên danh ra tuyên ngôn phản cộng cứu quốc. Ngày 10 tháng 7, Tưởng Giới Thạch từ Đài Loan sang thăm Philippines, cùng Tổng thống Philippines Elpidio Quirino hội đàm tại Baguio, hai bên ra tuyên bố chung, hiệu triệu các quốc gia Đông Á tổ chức "Liên minh Thái Bình Dương" nhằm kiềm chế uy hiếp của chủ nghĩa cộng sản. Ngày 12 tháng 7, sau khi về Đài Loan ông lập tức đến Quảng Châu, đi tàu thủy tuần thị Hạ Môn rồi trở về Đài Loan. Tháng 8, Văn phòng Tổng tài Trung Quốc Quốc dân Đảng được thành lập tại Thảo Sơn, Đài Bắc:60. Ngày 16 tháng 7, Tưởng Giới Thạch lấy thân phận tổng tài triệu tập Ủy ban Bất thường Trung ương Quốc dân Đảng, quy định nếu không qua ủy ban này phê chuẩn, toàn bộ sắc lệnh của Chính phủ Quốc dân đều vô hiệu:689.
Ngày 3 tháng 8 năm 1949, Tưởng Giới Thạch đến Định Hải thuộc Chu Sơn:231. Trong cùng tháng, Tưởng Giới Thạch lại đến Quảng Châu triệu tập hội nghị quân sự, phác thảo kế hoạch phản công; ông cũng bay đến Trùng Khánh, chủ trì hội nghị nhân viên quân chính, từ Trùng Khánh đến Thành Đô tuần thị, ở lại trong 5 ngày rồi về Trùng Khánh. Tưởng Giới Thạch trao đổi với nhân viên trọng yếu đảng-chính quyền thương thảo quốc sự, chỉ ra từ nay về sau đại bộ phận lực lượng sẽ hành sự tại hậu phương Đảng Cộng sản Trung Quốc. Tháng 10, Tưởng Giới Thạch về Đài Bắc; cùng tháng ông đi tuần thị Hạ Môn, sắp xếp công tác phòng thủ Hạ Môn, Phúc Kiến:61.
Ngày 14 tháng 11 năm 1949, Tưởng Giới Thạch từ Đài Bắc đi máy bay đến Trùng Khánh:267, cùng chính phủ chung hoạn nạn:62. Tưởng Giới Thạch lần lượt tại Hạ Môn, Quảng Châu, Trùng Khánh tiến hành bố trí phòng ngự, trù tính dựa thế hiểm chống cự, song các lộ quân đều chiến bại như núi lở:1480. Ngày 29 tháng 11, Tưởng Giới Thạch triệu tập hội nghị quân sự, quyết định kế hoạch tác chiến mới, tiếng súng bùng lên, xưởng công binh phát nổ, bèn quyết định đến sân bay. Ngày 30 tháng 11, Tưởng Giới Thạch đi máy bay đến Thành Đô, ở tại Trường Quân sự Trung ương:273-274.
Ngày 6 tháng 12 năm 1949, Tưởng Giới Thạch hẹn gặp Khâu Xương Vị và Lưu Sĩ Nghị, đề nghị hai người theo chính phủ đến Tây Xương trước:238. Đến tối, Tưởng Giới Thạch nhận thấy Tây Xương quyết không thể làm nơi Chính phủ Quốc dân lưu lại. Ngày 7 tháng 12, Tưởng Giới Thạch chỉ thị Diêm Tích Sơn chuẩn bị đến tối thì rời khỏi Thành Đô. Tưởng Giới Thạch lập tức quyết định Chính phủ Quốc dân dời đến Đài Bắc, chỉ thị Hành chính viện triệu tập hội nghị khẩn cấp:160. Đến tối, Hành chính viện cử hành hội nghị, thông qua việc Chính phủ Quốc dân dời đến Đài Bắc, tức thì ban bố "lệnh tổng thống": "Chính phủ chuyển đến Đài Bắc, đồng thời lập đại bản doanh tại Tây Xương, thống soái lục-hải-không quân tại Đại lục chỉ huy tác chiến.":532-533 Ngày 10 tháng 12, Tưởng đi máy bay đến Đài Bắc:281.

## Thời kỳ cuối đời
Tưởng Giới Thạch từng liên tục nhậm chức tổng thống và tổng tài Quốc dân Đảng:1587. Từ thời trung niên, ngoại trừ tình huống đặc biệt, Tưởng Giới Thạch về cơ bản không uống rượu, không hút thuốc lá, thi hành nghiêm ngặt quy tắc sinh hoạt khuôn mẫu:184. Tưởng Giới Thạch cũng chuyên tâm thành lập "Ủy ban Công tác Địch hậu" và "Bộ Tổng chỉ huy Du kích Đại lục" để phụ trách cụ thể hoạt động xâm nhập quấy nhiễu Trung Quốc đại lục:194. Tưởng Giới Thạch sinh hoạt gần như bủn xỉn, số táo ăn phải được kiểm kê; một bộ y phục thông thường mặc trong 5-6 năm, lúc bình thường không mặc y phục có chất liệu cao cấp, trừ trường hợp cá biệt đi thăm viếng thì không mặc Âu phục. Đồng thời, ông cho xây dựng hơn 30 hành quán tại Đài Loan, có chỗ ông chưa ở qua lần nào:192.
Tưởng Giới Thạch nghĩ cách khiến Lý Tông Nhân về Đài Loan từ chức, song họ Lý dùng nhiều biện pháp để thoái thác:74. Tháng 2 năm 1950, cử hành hội nghị liên tịch của Ủy ban Thường vụ Trung ương, Ủy ban Giám sát Tung ương, Ủy ban Chính trị Trung ương, Ủy ban Bất thường Trung ương Trung Quốc Quốc dân Đảng, do Lý Tông Nhân bỏ chức vụ ra ngoại quốc, thiếu người chỉ huy then chốt, nên nhất trí yêu cầu mời Tưởng Giới Thạch sớm khôi phục chức quyền hành pháp, đứng ra làm chủ chính sự, hơn 300 ủy viên lập pháp cũng liên danh gửi điện thỉnh cầu. Ngày 1 tháng 3, Tưởng Giới Thạch tuyên bố phục hồi đảm nhiệm chức vụ tổng thống, đồng thời ra thông cáo, nói về nguyên nhân tiến thoái, rằng lúc này đang nguy cấp, được quốc dân đồng bào trao cho trách nhiệm, thấy không thể thoái thác nên quyết định phục chức. Tưởng Giới Thạch sau khi phục hồi chức vụ hành pháp, cùng với ủy viên trung ương và đại biểu dân ý trao đổi ý kiến về sự nghiệp chống cộng, công bố trọng điểm hành pháp:63. Ngày 28 tháng 2, Ủy ban Thường vụ Trung ương Trung Quốc Quốc dân Đảng triệu tập tại Đài Bắc, thảo luận cuối cùng về việc phục chức; Tưởng Giới Thạch tại hội nghị nói rằng trong một năm qua, sức khỏe của ông trông có vẻ giống như trước song trí nhớ đã cao hơn:207.

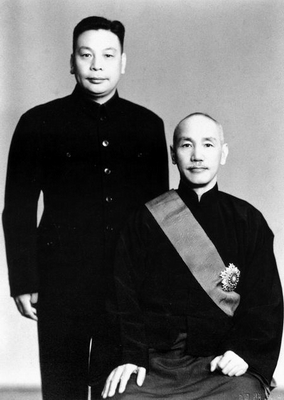
Tưởng Giới Thạch và con trai Tưởng Kinh Quốc năm 1954

Tháng 3 năm 1950, Tưởng Giới Thạch thị sát Căn cứ Hải quân Tả Doanh. Tháng 4, Tổng hội cứu tế đồng bào gặp nạn Trung Quốc đại lục được thành lập:64. Ngày 5 tháng 4, căn cứ chỉ thị của Tưởng Giới Thạch, Hành chính viện quyết định cho phạm nhân Sự kiện 28 tháng 2 năm 1947 nhanh chóng bảo lãnh. Tưởng Giới Thạch dựa vào vị trí chiến lược của Đài Loan, một lần nữa nhận được ủng hộ và che chở của Hoa Kỳ. Tưởng Giới Thạch không ngừng tuyên bố phải "phản công Đại lục", cự tuyệt kiến nghị hai đảng hiệp thương "giải phóng hòa bình Đài Loan" do Đảng Cộng sản Trung Quốc đề xuất:1481. Ngày 31 tháng 10 năm 1952, "Đoàn Thanh niên Phản cộng Cứu quốc Trung Quốc" tuyên bố thành lập, Tưởng Giới Thạch kiêm nhiệm đoàn trưởng. Ngày 26 tháng 1 năm 1953, Tưởng Giới Thạch công khai tuyên bố "thực thi điều lệ người cày có ruộng":72. Ngày 8 tháng 2 năm 1955, Tưởng Giới Thạch tuyên bố với đồng bào trong và ngoài nước, bày tỏ để phối hợp với chiến lược mới, sắp xếp lại trận tuyến Quốc quân, sẽ triệt thoái khỏi Quần đảo Đại Trần, di chuyển binh lực, tăng cường công tác phòng thủ Kim Môn, Mã Tổ:80.
Tháng 2 năm 1954, tháng 2 năm 1960, tháng 2 năm 1966, tháng 2 năm 1972, Quốc dân Đại hội cử hành các hội nghị lần thứ 2, 3, 4, 5, Tưởng Giới Thạch được bầu liên tục nhậm chức tổng thống:179. Tháng 10 năm 1957, tháng 11 năm 1963, tháng 3 năm 1969, Trung Quốc Quốc dân đảng cử hành Đại hội Đại biểu Toàn quốc lần thứ 8, 9, 10, đều thông qua việc mời Tưởng Giới Thạch liên nhiệm chức tổng tài, đồng thời chế định cương lĩnh chính trị và cương lĩnh công tác giai đoạn hiện hành:182.
Đài Loan có bước nhảy vọt về các hạng mục kiến thiết, không chỉ là tỉnh kiểu mẫu chủ nghĩa Tam Dân, việc phổ cập toàn diện giáo dục quốc dân trên đảo có thể là hình mẫu để các quốc gia trên thế giới học tập:182. Đài Loan bắt đầu xây dựng kinh tế, mục tiêu là gia tăng sản xuất nông nghiệp, công nghiệp:187. Dưới quyền lãnh đạo của chính quyền Tưởng Giới Thạch, Đài Loan trên các phương diện đều có sự kiến thiết, có ảnh hưởng sâu rộng là thi hành giáo dục nghĩa vụ quốc dân trong chín năm, giảm tô còn 37,5%, người cày có ruộng. Ngoài ra, còn có thi hành cơ giới hóa nông nghiệp và cải tiến kỹ thuật nông nghiệp, phát triển ngư nghiệp viễn dương, xây dựng nhà máy kiểu mới, xây dựng nhà ở quốc dân, hồ chứa nước quy mô lớn, cầu vượt biển và vượt sông cùng đường sá các địa phương, đồng thời thực thi việc bầu cử huyện-thị trưởng và nghị viên cấp tỉnh, cử hành đại hội cư dân cấp thôn tại địa phương.
Là một nhân vật chính trị, rất nhiều hoạt động của Tưởng Giới Thạch có xuất phát điểm là thực hiện mục tiêu chính trị do ông đặt ra, do đó, quan điểm văn hóa của ông có tính chất chính trị mạnh mẽ. Chỉ có thông qua bức màn chính trị, nhìn sâu ý nghĩa văn hóa của nó, mới có thể hiểu được việc trong hành trình lịch sử Trung Quốc hiện đại xuất hiện hiện tượng Tưởng Giới Thạch, đưa ra đánh giá khoa học:5.

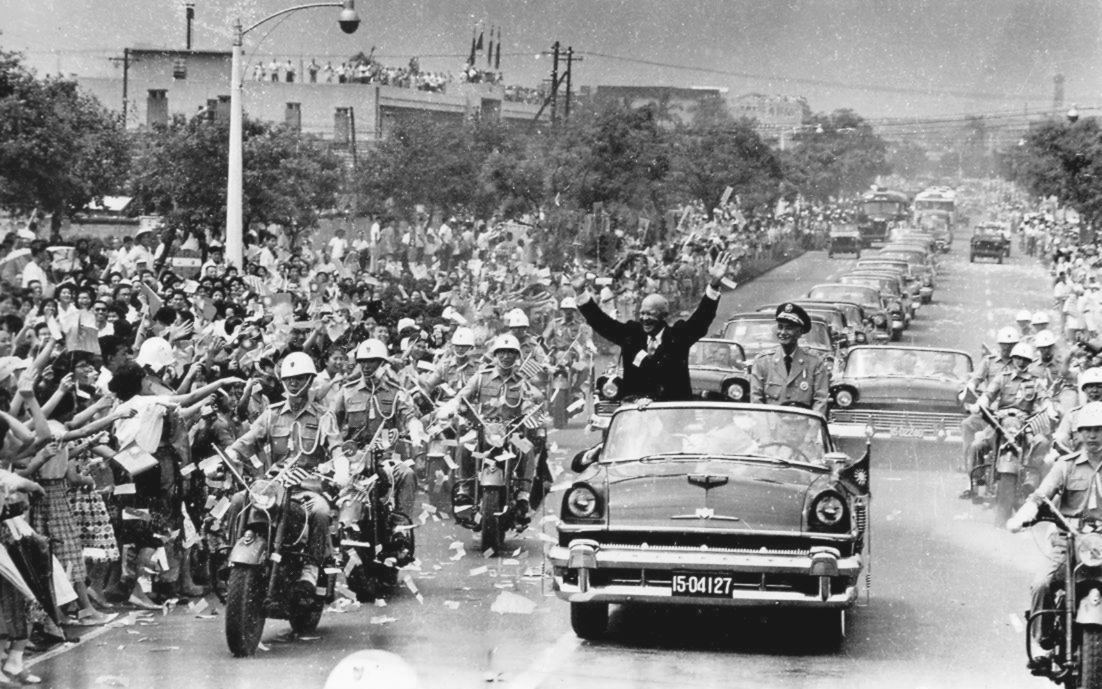
Tổng thống Hoa Kỳ Eisenhower thăm Đài Loan vào ngày 18-19 tháng 6 năm 1960, cùng Tổng thống Tưởng Giới Thạch tiếp nhận hoan nghênh nhiệt tình của dân chúng

Ngày 1 tháng 2 năm 1967, Tưởng Giới Thạch công khai tuyên bố lập Hội nghị An ninh Quốc gia thời kỳ động viên dẹp loạn, do Hoảng Thiểu Cốc làm bí thư trưởng:115. Ngày 28 tháng 7, các giới Đài Loan cử hành đại hội thành lập Ủy ban Thi hành Vận động Phục hưng Văn hóa Trung Hoa, Tưởng Giới Thạch nhậm chức hội trưởng, vận động phục hưng văn hóa Trung Hoa lập tức thi hành:230. Tưởng Giới Thạch liên kết chặt chẽ chính trị và văn hóa, khiến Trung Quốc hiện đại đã sản sinh một loại văn hóa phụ thuộc vào thể chế quyền uy chính trị, đồng thời cũng rèn đúc ra một lực lượng văn hóa mới tích cực dấn thân vào phản đối chính trị đen tối, chính trị hiện thực. Xây dựng văn hóa đơn thuần và nhân vật văn hóa tuần túy khó mà có chỗ đứng trong xã hội, đó là kết quả tất yếu của việc Tưởng Giới Thạch chính trị hóa văn hóa:5.
Ngày 25 tháng 10 năm 1971, do hoàn cảnh quốc tế chuyển biến, tình hình ngoại giao ngày càng nguy khốn, Trung Hoa Dân Quốc rời khỏi Liên Hợp Quốc. Trước ảnh hưởng của Trung Quốc đại lục đối với các quốc gia thế giới thứ ba cùng tình hình quốc tế phát triển và biến hóa, tại Đại hội đồng Liên Hợp Quốc khóa XXVI, Trung Hoa Dân Quốc bị trục xuất:1481. Ngày 26 tháng 10, Tưởng Giới Thạch ra "thư thông cáo đồng bào toàn quốc", tuyên bố thi hành chủ quyền độc lập, quyết không chịu quấy nhiễu từ bên ngoài:126.
Ngày 5 tháng 4 năm 1975, Tưởng Giới Thạch đột ngột phát bệnh tim, đến 11:50' tối thì từ trần tại dinh thự Sỹ Lâm:133-134. Ngày 16 tháng 4, cử hành lễ bái truy điệu, các nước có bang giao đều cử đoàn đại biểu đến viếng. Linh cữu của Tưởng Giới Thạch được tạm đặt tại phòng chính Nhà khách Từ Hồ tại Đại Khê, Đào Viên, đợi sau khi tái chiếm Đại lục sẽ di chuyển:134.

## Đánh giá
Trung Quốc Quốc dân Đảng nhận định, sau khi Tôn Trung Sơn mất, Tưởng Giới Thạch lãnh đạo Chính phủ Quốc dân và Quốc dân Cách mạng Quân Bắc phạt, diệt trừ Quân phiệt Bắc Dương, thống nhất Trung Quốc đại lục trên danh nghĩa, kết thúc quân phiệt cát cứ và Nam-Bắc phân liệt, bảo vệ nền cộng hòa, tái lập Trung Hoa Dân Quốc. Năm 1947, ông thực thi thể chế hiến chính lấy hiến pháp ngũ quyền làm cơ sở. Tưởng Giới Thạch có địa vị trọng yếu trong lịch sử Trung Quốc cận đại, kế thừa Tôn Trung Sơn làm lãnh tụ, lãnh đạo đảng, chính quyền và quân sự của Trung Quốc Quốc dân Đảng. Ngày 7 tháng 7 năm 1937, quân Nhật xâm chiếm Lư Câu Kiều, chiến sự bùng phát, Tưởng Giới Thạch phái binh về phía bắc:35. Tưởng lựa chọn tổng đối sách là "phương châm không khuất phục, không khuếch đại". Đầu tháng 10 năm 1942, Tưởng Giới Thạch thúc giục Hoa Kỳ tiên phong tự động từ bỏ điều ước bất bình đẳng đối với Trung Quốc, đến ngày 9 tháng 10 Hoa Kỳ, Anh Quốc báo tin cho Tưởng Giới Thạch về nguyện cùng Trung Quốc đàm phán về điều ước mới. Tưởng Giới Thạch đề xướng "dân chủ hóa chính trị, quốc gia hóa quân đội", triệu tập hội nghị hiệp thương chính trị. Thời kỳ Quốc dân Đảng chấp chính trong thế kỷ XX, Chính phủ Trung Hoa Dân Quốc sùng bái cá nhân với Tưởng Giới Thạch, và Trung Chính cùng Giới Thọ là các tên đường thường thấy nhất tại Đài Loan. Ngoài ra, tượng đồng Tưởng Giới Thạch còn xuất hiện nhiều tại các nhà ga, trường học các cấp và cơ quan công cộng. Hình vẽ Tưởng Giới Thạch xuất hiện phổ biến trên tiền giấy và tiền xu Tân Đài tệ.

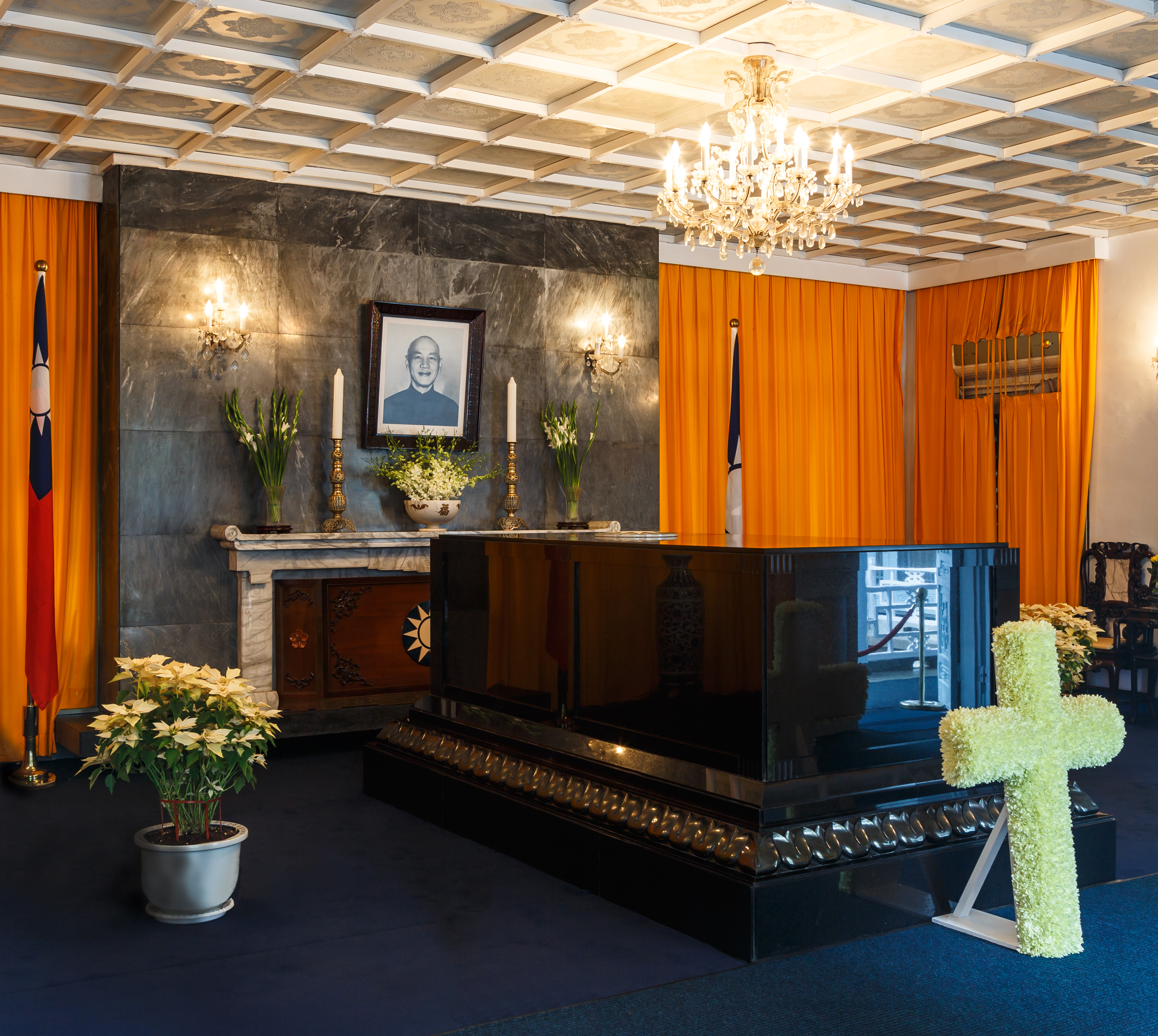
Lăng tẩm Từ Hồ tại Đào Viên

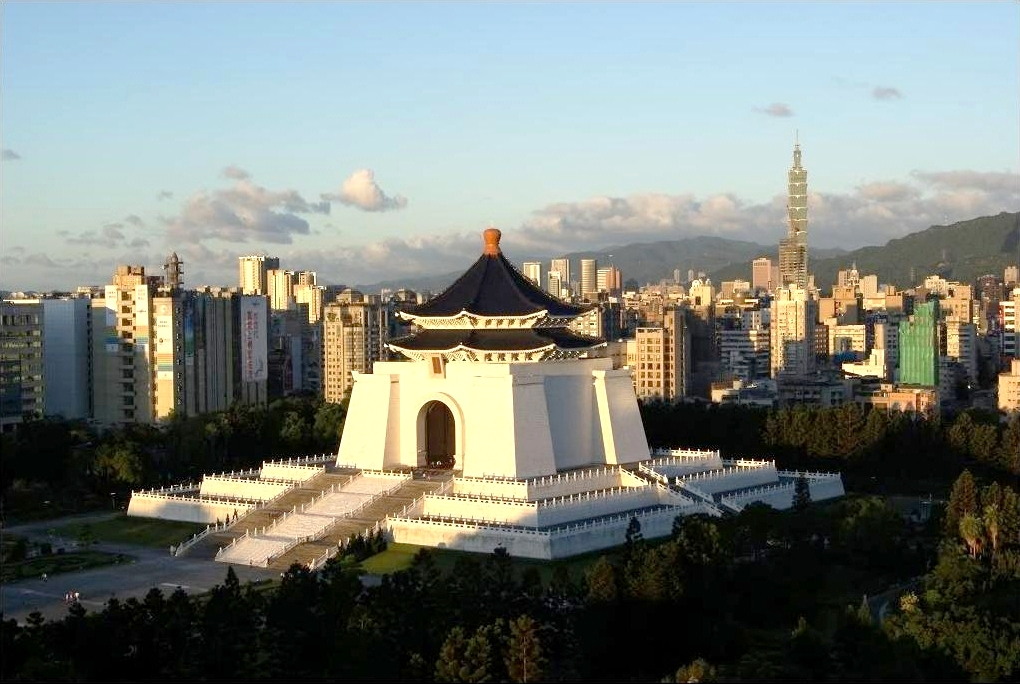
Nhà Kỷ niệm Trung Chính tại Đài Bắc

Ngày 1 tháng 11 năm 2007, Chủ tịch Quốc dân Đảng Mã Anh Cửu phát biểu nhận định cống hiến của Tưởng Giới Thạch đối với Đài Loan có ba phương diện: Thu hồi Đài Loan, kiến thiết Đài Loan và bảo vệ Đài Loan. Trên phương diện kiến thiết, ngoại trừ cải cách ruộng đất, giáo dục quốc dân 9 năm và phát triển kinh tế, ông còn không do dự thúc đẩy tự trị địa phương, có cống hiến to lớn cho nền tảng dân chủ Đài Loan. Tưởng còn ủng hộ giải phóng phụ nữ, phế trừ chế độ con dâu trẻ em, có cống hiến to lớn cho tiến bộ nhân quyền của Đài Loan. Nếu như Tưởng Giới Thạch không kiên quyết giữ Đài Loan, Đài Loan có khả năng rơi vào bức màn sắt của Đảng Cộng sản Trung Quốc, không có được phát triển kinh tế và phổ cập giáo dục sau này. Mã Anh Cửu nói rằng cống hiến lớn nhất của Tưởng Giới Thạch là chế định và thực thi hiến pháp Trung Hoa Dân Quốc, vì nó bao hàm toàn Trung Quốc nên hiện tại là căn cứ trọng yếu để xử lý quan hệ hai bờ eo biển Đài Loan.
Đảng Cộng sản Trung Quốc định nghĩa Tưởng Giới Thạch là nhân vật phản diện, phê phán Tưởng Giới Thạch trong chiến tranh kháng Nhật "kháng chiến tiêu cực, chống cộng tích cực". Đảng Cộng sản Trung Quốc và một bộ phận học giả đưa Tưởng Giới Thạch vào hạng tội phạm chiến tranh và kẻ bán nước số 1 Trung Quốc. Mưu kế chính trị và cách thống trị độc đoán của ông cũng bị phê bình. Tháng 6 năm 1926, Tưởng Giới Thạch sắp đặt "sự kiện tàu Trung Sơn". Năm 1929, Tưởng Giới Thạch lấy danh nghĩa giải trừ quân sự để trù tính tướng giảm các phái quân đội khác. Sau sự kiện 18 tháng 9 năm 1931, Tưởng Giới Thạch nhượng bộ chủ nghĩa đế quốc Nhật Bản xâm lược vũ trang, trong khi gia tăng trấn áp Đảng Cộng sản Trung Quốc. Tưởng Giới Thạch cho rằng muốn dẹp trừ ngoại bang phải an định quốc nội trước, tiếp tục nội chiến chống cộng, lần lượt tiến hành năm cuộc vây diệt căn cứ địa cách mạng và hồng quân Công nông của Đảng Cộng sản Trung Quốc.:1587 Thời kỳ Chiến tranh kháng Nhật, dưới quyền thống soái của Tưởng Giới Thạch, Quân đội Trung Quốc lần lượt tác chiến tại Tùng Hỗ, Hán Khẩu, Nam Kinh, Từ Châu, Vũ Hán, Trường Sa, Nam Xương, ngăn chặn bước tiến của quân Nhật.:1587 Tưởng Giới Thạch phản đối "Đài Loan độc lập", "Quốc tế ủy trị", và "hai nước Trung Quốc", kiên trì lập trường một nước Trung Quốc.:277
Từ thập niên 1990 trở về trước, Tưởng Giới Thạch bị Đảng Cộng sản Trung Quốc phê phán là "kẻ đâm chém lưu manh", hóa thân thế lực cũ", "công cụ của quân phiệt", "kẻ thù của quần chúng", "phản cách mạng", "phản động", "vô sỉ", "đại biểu của các thế lực phản động chủ nghĩa đế quốc Mỹ, giai cấp địa chủ phong kiến, giai cấp tư sản quan liêu, giai cấp mại bản". Chủ tịch Đảng Cộng sản Trung Quốc Mao Trạch Đông đánh giá Tưởng Giới Thạch là "đại biểu chính trị của giai cấp đại địa chủ đại tư sản", "đầu sỏ phát-xít Trung Quốc". Tháng 12 năm 1971, Mao Trạch Đông khi đàm thoại nội bộ có nói "Tưởng Giới Thạch có một số ưu điểm là sự thật lịch sử khách quan, chúng ta giảng sử cần phải lưu tâm, một là Bắc phạt thống nhất Trung Quốc, hai là Chiến tranh kháng Nhật, ba là thu hồi Đài Loan-Bành Hồ, bốn là mở mang biên cương trên biển. Năm 1946, Tưởng thu hồi các đảo Nam Hải từ trong tay Pháp, vùng biển 3,7 triệu km² đó tương đương với ba lần Ngoại Mông...":30. Chu Ân Lai nhiều lần thay mặt Chính phủ nước Cộng hòa Nhân dân Trung Hoa Kỳ vọng Tưởng Giới Thạch trở về Đại lục, thực hiện thống nhất toàn quốc, nói rằng Tưởng Giới Thạch và tập đoàn của ông ta là người Trung Quốc và không muốn thấy phân ly vĩnh viễn giữa người Trung Quốc.:500
Sau khi Tưởng Giới Thạch từ trần, lăng mộ Từ Hồ và Nhà kỷ niệm Trung Chính có Đội danh dự Quốc quân Trung Hoa Dân Quốc đứng gác, nghỉ một ngày vào ngày mất của ông (trùng với tiết Thanh minh). Đương thời, chính phủ quy định khi hành văn phải kiêng kỵ gọi tên mà gọi ông là "Tưởng công", nhằm thể hiện thành ý sùng kính đối với ông.:486
Tại Đài Loan, sau khi giải trừ giới nghiêm năm 1987, chính trị dân chủ hóa, chủ nghĩa tự do và chủ nghĩa cá nhân thịnh hành trong xã hội, đánh giá của dân chúng đối với Tưởng Giới Thạch dần từ "thần thánh hóa" trở về bình thường hóa. Nhiều người bắt đầu truy cứu trách nhiệm của Tưởng Giới Thạch trong Sự kiện 28 tháng 2 năm 1947 và thời kỳ khủng bố trắng. Đến thời kỳ Đảng Dân Tiến cầm quyền, Tổng thống Trần Thủy Biển nỗ lực loại bỏ ảnh hưởng của Tưởng Giới Thạch, đồng thời Nhà kỷ niệm Trung Chính được đổi tên thành Viên khu kỷ niệm Dân chủ Đài Loan, đến năm 2008 thời Tổng thống Mã Anh Cửu mới phục hồi tên cũ là Nhà Kỷ niệm Trung Chính.

## Bối cảnh gia đình
Tưởng Giới Thạch tự xưng là hậu duệ của Minh châu bình sự Tưởng Tông Bá của Hậu Lương (907-923), và của Quang lộc đại phu Tưởng Tuấn Minh thời Tống (960-1279):2. Cụ nội là Tưởng Kì Tăng 蔣祈增, tự Hoài Thịnh 懷盛; ông nội là Tưởng Tư Thiên 蔣斯千, tự Ngọc Biểu 玉表; cha là Tưởng Triệu Thông 蔣肇聰, trại hiệu Túc Am 肅庵, hoặc tự Túc Am 肅菴; mẹ là Vương Thái Ngọc 王采玉:1. Có thuyết cho rằng Tưởng Giới Thạch có quê quán tại Hứa Xương, Hà Nam; tiểu thuyết chương hồi "Kim lăng xuân mộng" của Nghiêm Khánh Chú sử dụng thuyết này, có nhiều ảnh hưởng tại Trung Quốc đại lục.

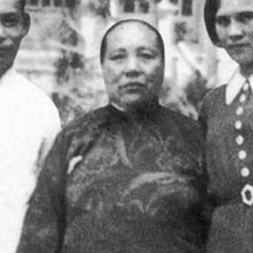
Mao Phúc Mai 毛福梅 (1882─1939)
Diêu Dã Thành 姚冶誠 (1887–1966)
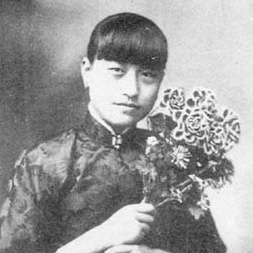
Trần Khiết Như 陳潔如 (1906–1971)
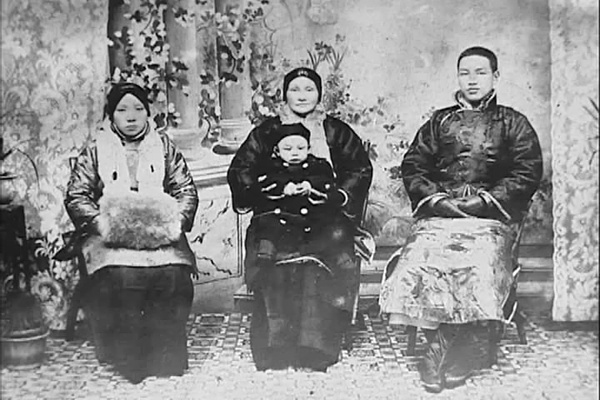
Tưởng Giới Thạch (phải), vợ đầu Mao Phúc Mai (trái), mẹ Vương Thái Ngọc (giữa), và Tưởng Kinh Quốc (trước)

| \| \| \| \| \| \| \| \| \| \| \| \| \| \| \| \| \| \| \| \| Cụ nội: Tưởng Kỳ Tăng \| \| \| \| \| \| \| \| \| \| \| \| \| \| \| \| \| \| \| \| \| \| \| \| \| \| \| \| \| \| \| \| \| \| \| \| \| \| \| \| \| \| \| \| \| \| \| \| \| \| \| \| \| \| Ông nội: Tưởng Tư Thiên (1814-1894) \| \| \| \| \| \| \| \| \| \| \| \| \| \| \| \| \| \| \| \| \| \| \| \| \| \| \| \| \| \| \| \| \| \| \| \| \| \| \| \| \| \| \| \| \| \| \| \| \| \| \| \| \| \| Cha: Tưởng Triệu Thông (1842-1895) \| \| \| \| \| \| \| \| \| \| \| \| \| \| \| \| \| \| \| \| \| \| \| \| \| \| \| \| \| \| \| \| \| \| \| \| \| \| \| \| \| \| \| \| \| \| \| \| \| \| \| \| \| \| Tưởng Giới Thạch (1887-1975) \| \| \| \| \| \| \| \| \| \| \| \| \| \| \| \| \| \| \| \| \| \| \| \| \| \| \| \| \| \| \| \| \| \| \| \| \| \| \| \| \| \| \| \| \| \| \| \| \| \| \| \| \| \| Cụ ngoại: Vương Dục Khánh \| \| \| \| \| \| \| \| \| \| \| \| \| \| \| \| \| \| \| \| \| \| \| \| \| \| \| \| \| \| \| \| \| \| \| \| \| \| \| \| \| \| \| \| \| \| \| \| \| \| \| \| \| \| Ông ngoại: Vương Hữu Tắc (1820-1882) \| \| \| \| \| \| \| \| \| \| \| \| \| \| \| \| \| \| \| \| \| \| \| \| \| \| \| \| \| \| \| \| \| \| \| \| \| \| \| \| \| \| \| \| \| \| \| \| \| \| \| \| \| \| Mẹ: Vương Thái Ngọc (1864-1921) \| \| \| \| \| \| \| \| \| \| \| \| \| \| \| \| \| \| \| \| \| \| \| \| \| \| \| \| \| \| \| \| \| \| \| \| \| \| \| \| \| \| \| \| \| \| \| \| \| \| \| \| \| \| Cụ ngoại: Diêu Chấn Xương \| \| \| \| \| \| \| \| \| \| \| \| \| \| \| \| \| \| \| \| \| \| \| \| \| \| \| \| \| \| \| \| \| \| \| \| \| \| \| \| \| \| \| \| \| \| \| \| \| \| \| \| \| \| Bà ngoại: Vương Diêu thị \| \| \| \| \| \| \| \| \| \| \| \| \| \| \| \| \| \| \| \| \| \| \| \| \| \| \| \| \| \| \| \| \| \| \| \| \| \| \| \| \| \| \| \| \| \| \| \| \| \| \| \| |                                      |  |  |  |  |  |  |  |  |  |  |  |  |  |  |  |
| |                                      |  |  |  |  |  |  |  |  |  |  |  |  |  |  |  |
| | Cụ nội: Tưởng Kỳ Tăng                |  |  |  |  |  |  |  |  |  |  |  |  |  |  |  |
| |                                      |  |  |  |  |  |  |  |  |  |  |  |  |  |  |  |
| |                                      |  |  |  |  |  |  |  |  |  |  |  |  |  |  |  |
| | Ông nội: Tưởng Tư Thiên (1814-1894)  |  |  |  |  |  |  |  |  |  |  |  |  |  |  |  |
| |                                      |  |  |  |  |  |  |  |  |  |  |  |  |  |  |  |
| |                                      |  |  |  |  |  |  |  |  |  |  |  |  |  |  |  |
| | Cha: Tưởng Triệu Thông (1842-1895)   |  |  |  |  |  |  |  |  |  |  |  |  |  |  |  |
| |                                      |  |  |  |  |  |  |  |  |  |  |  |  |  |  |  |
| |                                      |  |  |  |  |  |  |  |  |  |  |  |  |  |  |  |
| | Tưởng Giới Thạch (1887-1975)         |  |  |  |  |  |  |  |  |  |  |  |  |  |  |  |
| |                                      |  |  |  |  |  |  |  |  |  |  |  |  |  |  |  |
| |                                      |  |  |  |  |  |  |  |  |  |  |  |  |  |  |  |
| | Cụ ngoại: Vương Dục Khánh            |  |  |  |  |  |  |  |  |  |  |  |  |  |  |  |
| |                                      |  |  |  |  |  |  |  |  |  |  |  |  |  |  |  |
| |                                      |  |  |  |  |  |  |  |  |  |  |  |  |  |  |  |
| | Ông ngoại: Vương Hữu Tắc (1820-1882) |  |  |  |  |  |  |  |  |  |  |  |  |  |  |  |
| |                                      |  |  |  |  |  |  |  |  |  |  |  |  |  |  |  |
| |                                      |  |  |  |  |  |  |  |  |  |  |  |  |  |  |  |
| | Mẹ: Vương Thái Ngọc (1864-1921)      |  |  |  |  |  |  |  |  |  |  |  |  |  |  |  |
| |                                      |  |  |  |  |  |  |  |  |  |  |  |  |  |  |  |
| |                                      |  |  |  |  |  |  |  |  |  |  |  |  |  |  |  |
| | Cụ ngoại: Diêu Chấn Xương            |  |  |  |  |  |  |  |  |  |  |  |  |  |  |  |
| |                                      |  |  |  |  |  |  |  |  |  |  |  |  |  |  |  |
| |                                      |  |  |  |  |  |  |  |  |  |  |  |  |  |  |  |
| | Bà ngoại: Vương Diêu thị             |  |  |  |  |  |  |  |  |  |  |  |  |  |  |  |
| |                                      |  |  |  |  |  |  |  |  |  |  |  |  |  |  |  |
| |                                      |  |  |  |  |  |  |  |  |  |  |  |  |  |  |  |

Năm 1901, Tưởng Giới Thạch khi ấy 14 tuổi thành thân với Mao Phúc Mai 毛福梅:187, đến năm 1910 bà sinh Tưởng Kinh Quốc.:158 Năm 1911, Diêu Dã Thành 姚冶誠 trở thành thiếp của Tưởng Giới Thạch.:168 Năm 1913, khi đang ở Nhật Bản, Tưởng Giới Thạch kết bái với Đái Quý Đào thuê chung phòng. Đái Quý Đào có bạn gái là một y tá người Nhật tên là Shigematsu Kaneko, Shigematsu Kaneko cùng với hai người Đái Quý Đào và Tưởng Giới Thạch đều có "kết giao thân mật", Shigematsu Kaneko có một con trai với Đái Quý Đào, liền cho Tưởng Giới Thạch làm con nuôi, do thiếp của Tưởng là Diêu Dã Thành nuôi dưỡng, chính là Tưởng Vĩ Quốc. Ngày 14 tháng 6 năm 1921, mẹ của Tưởng Giới Thạch là Vương Thái Ngọc mất, Tưởng Giới Thạch xin về chịu tang mẹ:8. Ngày 5 tháng 12 năm 1921, hôn lễ giữa Tưởng Giới Thạch và Trần Khiết Như 陳潔如 được cử hành tại Lữ xã Đại Đông trong Tòa nhà Công ty Vĩnh An Thượng Hải, Trương Tĩnh Giang 張靜江 là người chứng hôn:168. Ngày 8 tháng 1927, Trần Khiết Như bị thuyết phục rời Thượng Hải sang Hoa Kỳ.:168
Ngày 16 tháng 9 năm 1927, Tống Ái Linh triệu tập họp báo tại Thượng Hải, công khai tuyên bố "Tưởng tổng tư lệnh sắp kết hôn với em gái thứ ba của tôi". Tưởng Giới Thạch sang Nhật Bản diện kiến mẹ của Tống gia để cầu hôn. Ngày 28, 29 và 30 tháng 9, "Thân báo" Thượng Hải liên tục đăng bài nhan đề "Tưởng Trung Chính khải sự" nói rằng ông độc thân vì đã sớm chia lìa với Mao Phúc Mai, còn Diêu Dã Thành và Trần Khiết Như là thiếp, không có hôn thú
Ngày 1 tháng 12 năm 1927, Tưởng Giới Thạch lúc này 40 tuổi và Tống Mỹ Linh lúc này 30 tuổi kết hôn tại Thượng Hải:14. Ngày hôm đó, số báo "Thân báo" Thượng Hải đăng hai bài viết bố cáo, một là hôn nhân Tưởng-Tống, một là tuyên bố ly hôn của Tưởng với vợ cũ:29. Lễ kết hôn trước tiên theo phương thức Cơ Đốc giáo tiến hành tại nhà họ Tống, người chứng hôn là Tổng cán sự Hiệp hội Thanh niên Cơ Đốc Toàn quốc Trung Hoa Dư Nhật Chương, hôn lễ rất yên tĩnh, người tham gia có 51 người nhà và thân thích bạn hữu như Tống lão phu nhân, Tống Ái Linh, Khổng Tường Hy, Tống Tử Văn, Tống Tử Lương, Tống Tử An. Đương thời, Tống Khánh Linh đang ở Moskva, không đến tham gia; hôn lễ thế tục cử hành tại khu vực bến Thượng Hải, 4h20' chiều bắt đầu và kết thúc sau 20 phút, người chứng hôn là Viện trưởng Viện Đại học Chính phủ Quốc dân Thái Nguyên Bồi. Tưởng Giới Thạch cùng ngày phát biểu trên báo rằng "hôm nay được kết hôn với Mỹ Linh hết sức kính ái, là một ngày quang vinh nhất, hân hoan nhất từ khi sinh ra tới nay"; ông tin sâu sắc rằng đời người nếu không có nhân duyên mĩ mãn, tất cả đều vô ý vị, do đó cách mạng bắt đầu từ gia đình. Cuối cùng quy kết rằng kết hôn hôm nay thực là xây dựng cơ sở cách mạng cho hai người. Hôn nhân Tưởng-Tống là cuộc hôn nhân chính trị lớn nhất của Trung Hoa Dân Quốc, Tưởng được vợ đẹp, nắm được tài nguyên xã hội to lớn của gia tộc họ Tống, đồng thời là anh em đồng hao với Tôn Trung Sơn và Khổng Tường Hy:38.